# Sự thuần hóa động vật
Việc thuần hóa động vật là mối quan hệ, tương tác lẫn nhau giữa động vật với con người có ảnh hưởng đến sự chăm sóc và sinh sản của chúng. Thuần hóa động vật là quá trình biến những loài động vật hoang dã thành giống loài mới qua quá trình nhân giống và chọn giống, những giống loài mới này giữ lại những đặc điểm ưu việt có ích cho cuộc sống con người và tạo ra các giống vật nuôi là cơ sở để gầy dựng nên ngành chăn nuôi. Đây chính là kết quả của quá trình lao động sáng tạo của tổ tiên con người trong quá trình tương tác với tự nhiên. Sau hàng thiên niên kỷ, con người đã thuần hóa được số lượng lớn loài vật, đáng kể nhất là các giống trâu, giống bò, giống dê, giống cừu, giống gà, giống vịt, giống ngỗng, giống ngựa, giống lợn, giống thỏ, giống chó, giống mèo, giống cá vàng...
Khó xác định chính xác thời điểm con người bắt đầu hoạt động thuần hóa động vật, sự thuần hóa có thể xảy ra cùng một lúc và lẻ tẻ ở nhiều nơi, kết quả là đã tạo được những nhóm gia súc xuất phát, chẳng hạn như ở bán đảo Đông Dương là một nơi thuần hóa, là nơi xuất phát của nhiều nhóm gia súc (lợn), gia cầm (gà, vịt). Con người biết thuần hóa các loài động vật từ rất lâu trước khi biết tạo ra các giống cây trồng nông nghiệp, cách đây khoảng 11.000 năm, con người bắt đầu tính đến việc đưa một số động vật về chung sống với họ rồi dần dần biến đổi các đặc điểm nguyên thủy của chúng cho phù hợp với nhu cầu của con người về thức ăn, sức lao động, tình bầu bạn cũng như các nhu cầu thú vui, sở thích giải trí khác.
Không nên nhầm lẫn giữa việc nuôi dưỡng động vật (nuôi nhốt động vật) hay còn gọi là sự thuần dưỡng. Thuần dưỡng hay nuôi dạy, huấn luyện động vật là sự thay đổi hành vi có điều kiện của một động vật hoang dã khi nó tránh được điều kiện tự nhiên của con người và nó chấp nhận sự hiện diện của con người, nhưng thuần hoá là sự biến đổi di truyền một cách vĩnh viễn của một dòng dõi lai tạo dẫn đến một khuynh hướng thừa kế đối với con người. Một con vật hoang dã được thuần dưỡng khi nó được con người nuôi nấng từ nhỏ, nhưng nó không tách thành một loài mới, và khi trở lại môi trường hoang dã, nó nhanh chóng thích nghi và tìm lại bản năng sinh tồn.

## Tổng quan

### Đặc điểm

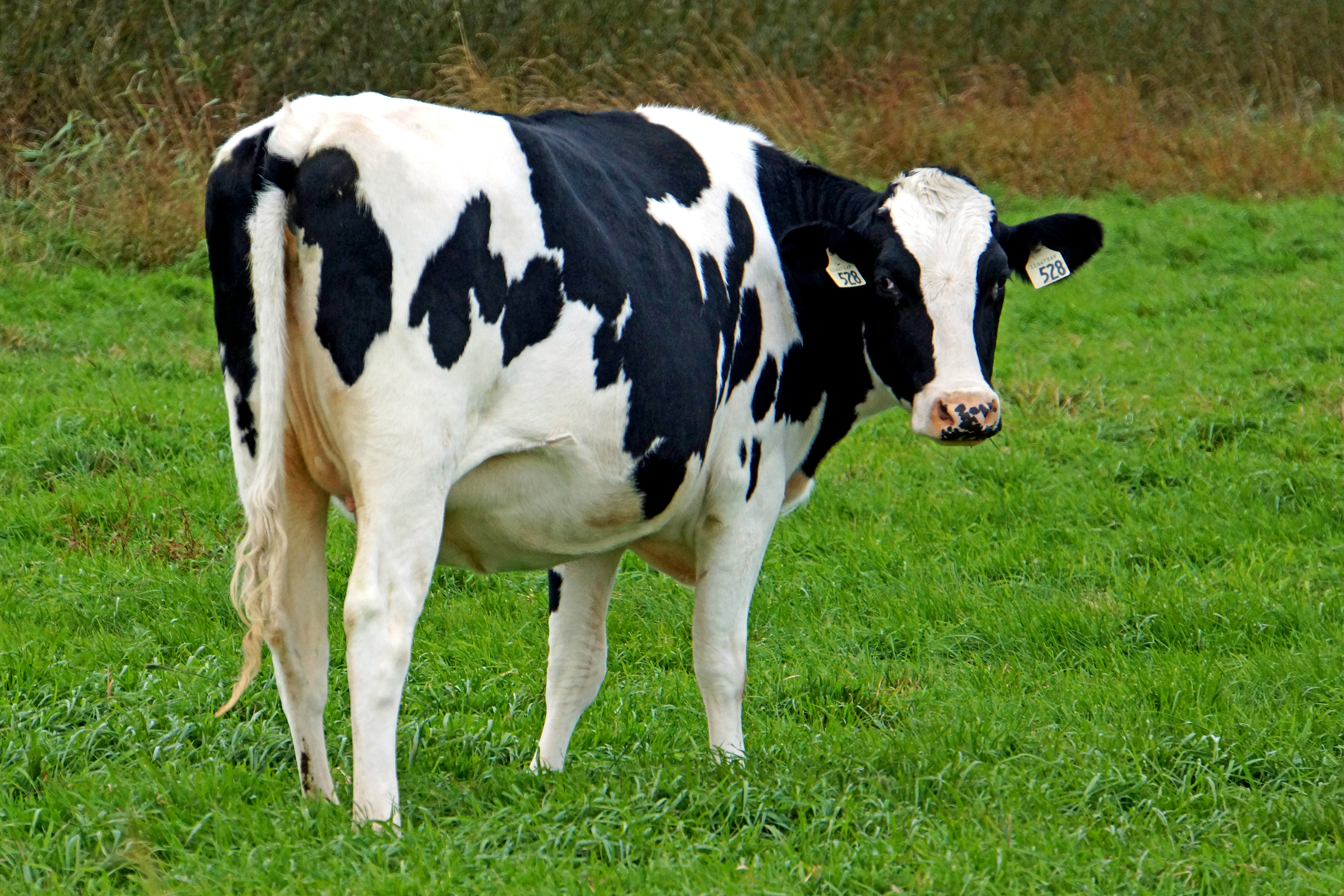
Bò Hà Lan, một trong những điển hình của quá trình thuần hóa chọn lọc tạo ra những kiểu hình phù hợp cho việc lấy sữa tươi như: thân hình nêm, bầu vú vo, núm vú căng, mông nảy nở, lông da sáng mịn, khuyết sừng, tính tình thuần hiền

Nhà bác học Charles Darwin với Thuyết tiến hóa đã nhận ra một số đặc điểm nhỏ đã làm cho các loài thuần hóa khác với tổ tiên hoang dã của chúng. Ông cũng là người đầu tiên đã nhận ra sự khác biệt giữa chọn lọc có ý thức (chọn lọc nhân tạo), trong đó con người trực tiếp lựa chọn các tính trạng mong muốn, và sự lựa chọn vô thức ở nơi những đặc điểm phát triển như một sản phẩm phụ của sự chọn lọc tự nhiên hoặc từ việc lựa chọn các tính trạng khác. Trong lịch sử hình thành và tiến hóa của loài người hiện đại, có ba mục đích chính cho sự thuần hóa:
Thứ nhất là để tạo ra nguồn thức ăn ổn định. Tổ tiên con người, sau một giai đoạn sống bấp bênh bằng cách săn bắt và hái lượm, đã dần nghĩ đến việc thuần hóa và lai tạo những loài thú để sử dụng làm nguồn thức ăn ổn định hơn rõ nhất là lợn nhà. Thứ hai là thuần hóa động vật để lấy sức lao động như sức cày kéo, chuyên chở. Con người dùng trâu bò để kéo cày, dùng ngựa để chở hàng (ngựa thồ) hay phục vụ cho việc chinh chiến (ngựa chiến)... Thứ ba, con người thuần hóa vật nuôi để làm bầu bạn, người đồng hành. Những chú chó đồng hành là ví dụ điển hình.
Quá trình này được các nhà khoa học gọi là "commensal" con đường thuần hóa. Không giống như bò hay cừu, những loài được con người thuần hóa từ động vật hoang dã mà con người săn bắn thì những loài chó và mèo đi vào một mối quan hệ cùng có lợi với con người thông qua thực phẩm. Quá trình này không hoàn toàn là cố ý, con người không đặt ra mục tiêu cố gắng để thuần hóa một con mèo hay một con chó và làm cho nó thành một con vật cưng, nhưng như một phản ứng dây chuyền qua nhiều giai đoạn và kết quả là chúng trở thành vật nuôi của con người trên thế giới ngày nay.
Thuần hóa vật nuôi thực chất là quá trình lao động sáng tạo của con người. Trong quá trình đó, con người có những tác động cơ bản đến thú hoang, tạo nên những thay đổi ở thú hoang, các tác động cơ bản bao gồm: Con người thay đổi địa bàn hoạt động của thú hoang, hạn chế khả năng di động của chúng, làm đảo lộn tập tính sinh sống vốn đã bảo thủ của thú hoang như: tự tìm kiếm lấy thức ăn, sống thành bầy đàn chung đụng nhau, luôn ẩn náu, lẩn tránh kẻ thù, thay đổi địa dư phân bố và điều kiện khí hậu sinh sống của thú hoang. Con người tác động bằng điều kiện dinh dưỡng, chế độ chăm sóc, nuôi dưỡng nhằm không ngừng cải biến phẩm chất của thú hoang phù hợp với mong muốn của con người. Con người không ngừng chọn lọc, nhân giống, bồi dưỡng những đặc tính có lợi, củng cố, nâng cao những đặc tính đó.
Do những tác động làm lay động cải biến tính di truyền vốn có của thú hoang, kết hợp với những tác động bằng điều kiện ngoại cảnh được tiến hành trong một quá trình lâu dài, thú hoang dã có những biến đổi chủ yếu bao gồm: 
- Thay đổi về thể vóc, tính tình: Tầm vóc ngoại hình thú hoang rất phù hợp với bản năng sống hoang dã của chúng, khỏe mạnh, hung tợn, nhanh nhẹn, lanh lợi, thích ứng cao với ngoại cảnh. Trong khi đó, gia súc ngay sau khi thuần hóa tầm vóc nhỏ đi, tính tình hiền lành, điềm tĩnh, dễ sai khiến, di chuyển chậm chạp thững thờ, thích ứng với điều kiện chăm sóc nuôi dưỡng của con người. Về sau, do điều kiện nuôi dưỡng của con người ngày càng hoàn thiện, do tác động của chọn lọc mà tầm vóc của gia súc được tăng lên hoặc tầm vóc lớn, nhỏ theo định hướng chọn tạo giống của con người.
- Thay đổi về hình dáng, cấu tạo và chức năng các bộ phận: Thú hoang thường có da dày, lông cứng, xương lớn nhưng gia súc thường có da mỏng, lông mịn, xương nhỏ hơn. Những bộ phận trực tiếp tạo nên sản phẩm càng có những biến đổi rõ rệt hơn. Chẳng hạn, bầu vú bò rừng kém phát triển, lượng sữa của chúng chỉ đủ nuôi con, trong khi bầu vú bò sữa rất lớn, có thể cho sữa gấp 5–6 lần nhu cầu của bê con, hình dáng bò sữa thường có hình "nêm" do bầu vú rất phát triển, cơ thể phát triển mạnh ở phần sau. Lợn rừng có đầu và vai phát triển ngược lại lợn nhà, phần lưng, mông, đùi, bụng là phần thịt có giá trị nhất lại phát triển mạnh nhất.
- Thay đổi về sức sản xuất: Đây chính là mục tiêu và cũng là biểu hiện rõ rệt nhất của sự thuần hóa. So với thú hoang, sức sản xuất của gia súc, gia cầm tăng hơn rất nhiều: Những con gà rừng thường chỉ đẻ khoảng 20–30 trứng/năm trong khi gà nhà đẻ lên đến 200–300 trứng/năm chưa kể những giống siêu trứng, lợn rừng đẻ khoảng 5–6 con/năm trong khi lợn nhà đẻ 10–12 con/lứa, một năm 1,8–2,5 lứa. Cừu nhà cho len liên tục và dồi dào.
- Hình thành nên các phẩm giống đa dạng: Cho tới nay, từ 15 loài động vật có vú, 10 loài chim khởi đầu, con người đã thuần hóa, gây chọn được hàng nghìn giống mới rất đa dạng theo các hướng sản xuất khác nhau. Về bò có các loại bò sữa (bò Hà Lan, bò Jersey, bò Brown Swiss), bò thịt (bò Angus, bò Santa Gertrudis, bò Hereford...), bò kiêm dụng sữa thịt (bò Ximantan...), bò cày kéo. Về lợn: lợn hướng nạc (lợn Landrace, lợn Yorkshire, lợn Đại Bạch), lợn hướng mỡ (lợn Ỉ, lợn Lincon), lợn kiêm dụng. Về gà: có gà hướng trứng (gà Leghorn, gà Linh Phượng), gà hướng thịt (gà Cornish, gà SS...) gà kiêm dụng trứng thịt (gà Rhode đỏ, gà Newhampshire, gà Sussex), các giống gà thả vườn, gà công nghiệp...

Sau khi được thuần hóa, vẻ bề ngoài của nhiều con vật có thay đổi nhưng không quá nhiều, thậm chí là rất khó phân biệt loài hoang dã và giống thuần chủng. Chó nhà và chó hoang, ngựa thường và ngựa vằn không có nhiều điểm khác biệt về hình dáng. Thậm chí, ngựa vằn có thể lai với ngựa nhà tạo ra con lai mới nhưng chúng thì không thể thuần hóa. Như một quy luật chung, các loài thuần chủng có kích thước nhỏ hơn và ít tinh ranh hơn giống hoang dã. Các loài vật nuôi luôn có thức ăn sẵn, và không phải vận động để tìm kiếm thức ăn. Tuy nhiên, nguồn thức ăn trong tự nhiên luôn là thứ tốt và phù hợp nhất với khẩu vị cũng như sự phát triển của chúng, chính vì thế kích thước giảm dần.
Qua nhiều thế hệ, chúng đạt được kích thước ổn định của giống thuần chủng, và thường nhỏ hơn loài hoang dã về bộ khung, còn phần lớn, chúng thường béo tốt mập mạp hơn những cá thể hoang dã do việc vỗ béo. Chúng cũng không phải vật lộn và cạnh tranh sinh tồn với các thách thức của môi trường cũng như sự cạnh tranh của các cá thể khác như môi trường hoang dã nên cũng ít tinh ranh hơn, tính gây hấn và cảnh giác giảm. Kích thước bộ não giảm đi vì lý do quan trọng nhất là chúng không phải chịu áp lực sinh tồn, không sử dụng hết các kĩ năng vốn có, và dần dần, bộ não không được sử dụng linh hoạt giảm dần kích thước qua các thế hệ.

### Di truyền

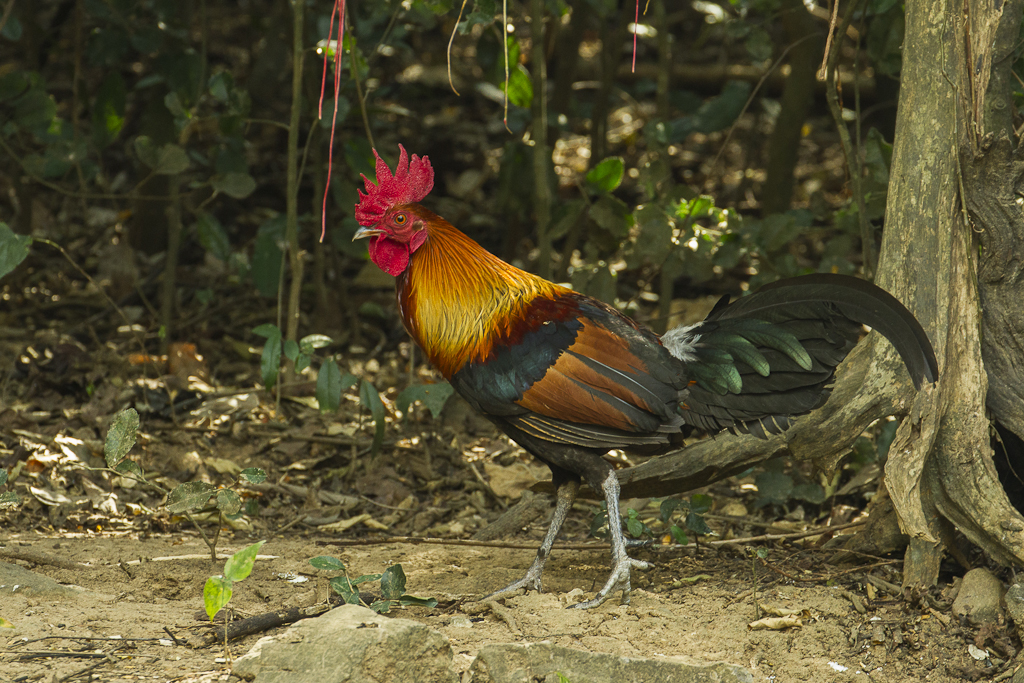
Gà rừng lông đỏ, tổ tiên của gà nhà

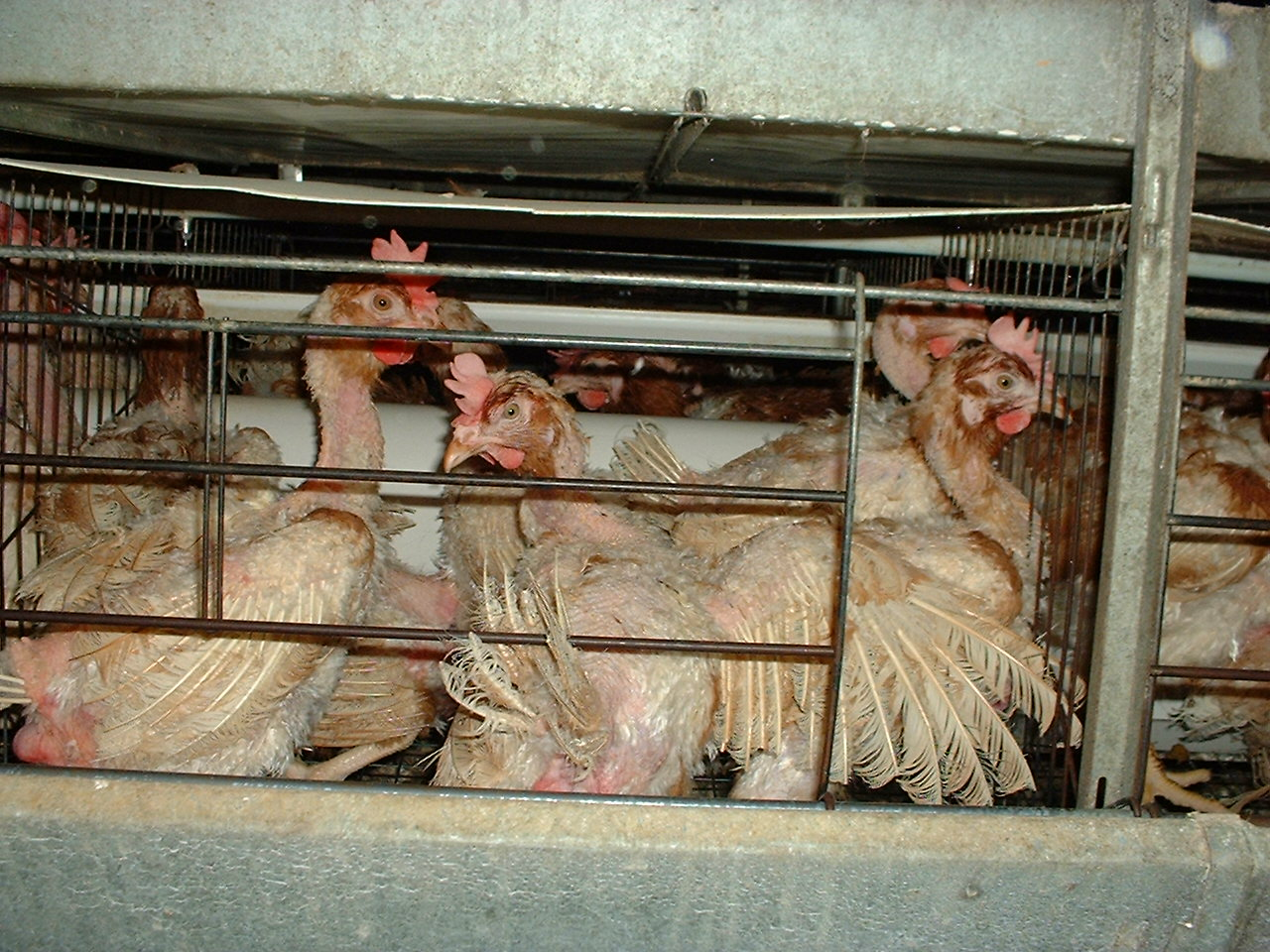
Đàn gà công nghiệp

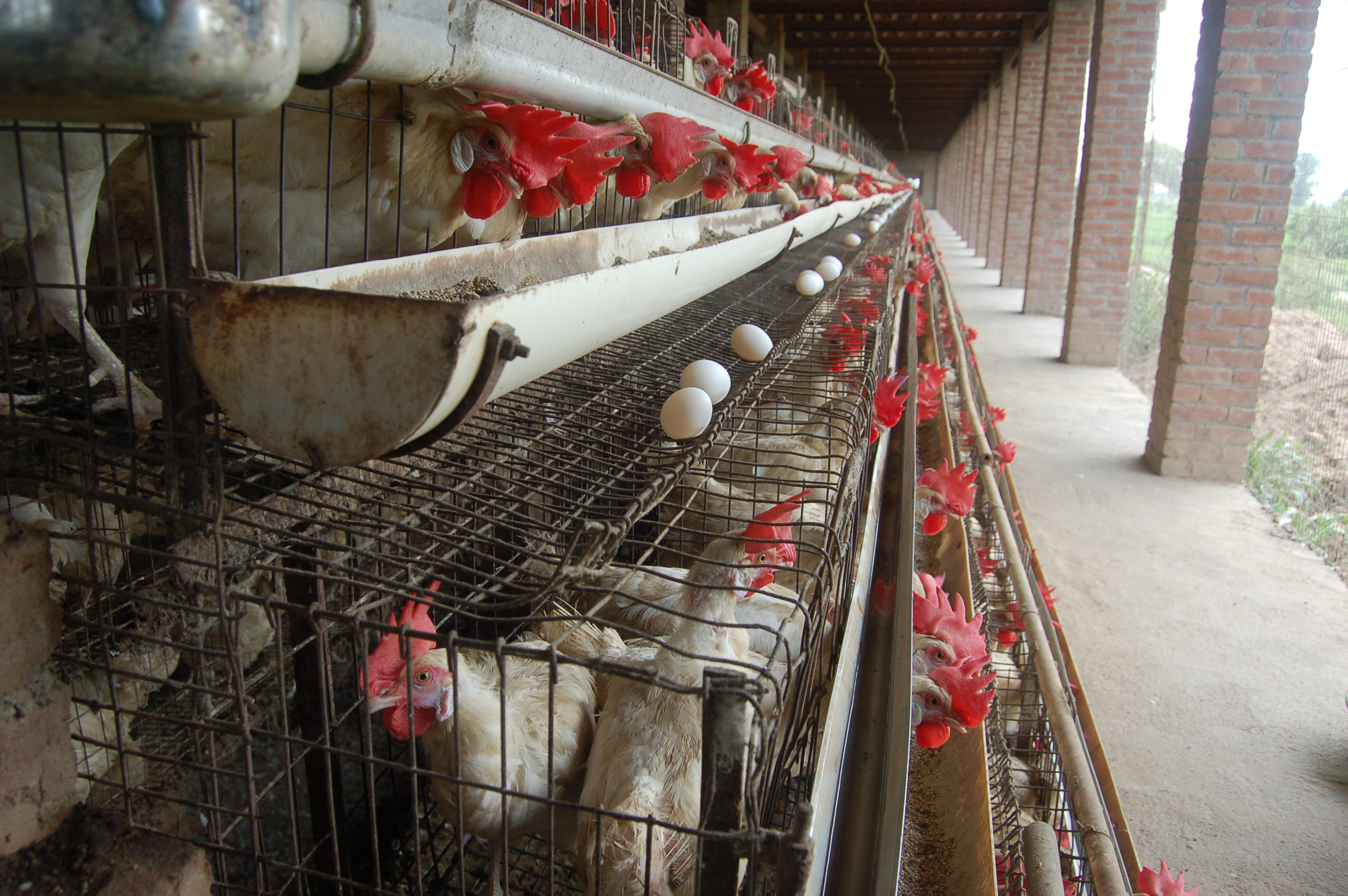
Đàn gà công nghiệp hướng trứng

Có một sự khác biệt di truyền giữa các quần thể thuần hóa và hoang dã. Cũng có một sự khác biệt giữa tính trạng thuần hoá mà các nhà nghiên cứu tin là rất cần thiết ở giai đoạn đầu của sự thuần hóa và những đặc điểm cải tiến đã xuất hiện từ sự phân chia giữa quần thể hoang dã và quần thể đã được thuần hóa. Các đặc điểm họ hàng nói chung được xác định ở tất cả các loài động vật được thuần hóa và được lựa chọn trong giai đoạn thuần hóa gia súc của động vật, trong khi các đặc điểm cải tiến chỉ có ở một tỷ lệ những cá thể được thuần hóa, mặc dù chúng có thể được cố định trong các giống cá thể hoặc quần thể khu vực.
Sự nhân giống tạo dòng thuần chủng con người đã ảnh hưởng đến quá trình tiền hóa của các loài trong tự nhiên do việc giao phối cận huyết, làm thay đổi tần số kiểu gen và các alen trong quần thể vốn có. Theo thuyết tiến hóa của Darwin, quá trình tiền hóa từ loài này thành loài khác diễn ra trên cơ sở những đột biến nhỏ, là nguyên liệu sơ cấp của tiến hóa. Còn chọn lọc tự nhiên là động lực của quá trình tiến hóa. Chó nhà có thể là hậu duệ của chó sói, đã biến đổi những đặc điểm về hình thái để phù hợp hơn với môi trường. Vấn đề ở các loài hoang dã đã có sẵn những gen quy định những đặc điểm của loài thuần hóa, để khi môi trường thay đổi, chúng biểu hiện ra ngoài, hoặc bình thường chúng không được biểu hiện, nhưng khi có một đột biến gen nhỏ, làm những đặc điểm này được biểu hiện.
Những nghiên cứu sau này cho biết rằng cơ chế của việc thuần hóa động vật nhờ tìm thấy trong một con cáo nâu đen thuần hóa một loại nhiễm sắc thể chịu trách nhiệm về "hành vi theo lệnh tay". DNA ở nhiễm sắc thể cáo giống hệt như trong nhiễm sắc thể của chó, loài vật trong quá trình tiến hóa đã từ chó sói được con người thuần dưỡng thành chó nhà. Trong thí nghiệm giải mã bộ gen của con cáo nâu-đen thuần dưỡng ghi nhận các chuỗi DNA liên tiếp chung giữa nó và loài chó phát hiện thấy sự gắn kết giữa cáo với con người là do tác động của các gen nằm ở khu vực nhiễm sắc thể thứ 12.
Những gen này có họ hàng với gen nhiễm sắc thể số 5 của chó, vốn đã giúp loài sói hoang dã cuối cùng biến thành vật nuôi thân thiện trong nhà. Những đặc tính di truyền này phân định chức năng thần kinh của động vật, những con cáo thuần hóa và con chó thông thường rất gần gũi với nhau theo xu thế tiến hóa của cấu trúc cơ thể như vậy sẽ đã xác định được những gen chịu trách nhiệm về quá trình thuần hóa của động vật hoang dã, rồi những cơ chế phân tử được hình thành trong quá trình thuần hóa, một số loài động vật được thuần hóa, trong khi những loài khác vẫn giữ nếp hoang dã bất chấp mọi nỗ lực cải tạo của con người.
Loài người đã thuần hoá động vật trong hàng ngàn năm. Trong suốt thời gian đó, có nhiều kinh nghiệm dân gian và bí quyết quanh công việc này. Nhưng tất nhiên, di truyền học đóng vai trò quan trọng trong quá trình thuần hoá. Nhiều phát hiện ra những vùng gen kiểm soát tính thuần phục của động vật. Các nhà nghiên cứu ở Novosibirsk, Liên Xô (nay là Liên bang Nga) bắt được lượng lớn chuột ở vùng đất hoang quanh thành phố. Sau khi đem về phòng thí nghiệm, lũ chuột được chia làm hai nhóm.
Nhóm đầu tiên gồm những con chuột tỏ ra khá hiền lành, chúng không quá hung hăng với con người. Nhóm thứ hai gồm những con kích động nhất, chúng la hét, tấn công và cắn các nhà nghiên cứu. Kể từ đó, những con chuột này được lai giống với nhau. Bây giờ, hai nhóm chuột này có phản ứng rất khác nhau với con người. Nhóm những con thuần hoá cho phép con người chạm vào chúng, nhấc lên và không bao giờ tấn công. Những con hung hãn thì la hét, có thể tấn công bất cứ lúc nào. Các nhà khoa học cho hai nhóm chuột này giao phối với nhau và xác định vùng trong bộ di truyền điều khiển tính thuần hoá hay hung hãn.

## Tiêu chí
Nhân loại không thuần hóa hổ hay sư tử để làm gia súc hay thú cưỡi. Con đã từng thuần hóa rất nhiều loài động vật để làm thú cưng hay thú cưỡi trong chiến tranh, hổ và sư tử là những loài vật có sức mạnh khủng khiếp có thể cướp đi sinh mạng chỉ trong một cú tát, nhưng lại không thuần hóa chúng để làm thú cưỡi. Loài sư tử có thể chạy với vận tốc lên tới 80 km/h, nhưng tổ tiên của loài người lại không thuần hóa chúng để làm phương tiện vận tải, hay sử dụng sức mạnh của chúng để chinh phục thế giới. Một số loài động vật và một số cá thể trong số những loài này tạo ra những ứng cử viên tốt hơn cho sự thuần hóa hơn những loài khác vì chúng thể hiện những đặc điểm hành vi nhất định: 
- (1) Quy mô và tổ chức cấu trúc xã hội của chúng
- (2) Sự sẵn có và mức độ chọn lọc trong sự lựa chọn của chúng
- (3) Sự dễ dàng và tốc độ mà cha mẹ gắn bó với con non của chúng, sự điềm tĩnh và tính di động của con non khi sinh
- (4) Mức độ linh hoạt trong chế độ ăn uống và khả năng chịu đựng môi trường sống
- (5) Sự phản ứng với con người và môi trường mới, bao gồm phản ứng bay và phản ứng với kích thích bên ngoài.

Con người từ xưa đến nay sẽ chọn lọc những loài động vật dễ thuần hóa, sinh sản tốt, và có tính giá trị cao trong việc nuôi dưỡng. Đây có lẽ là lý do tại sao có hàng ngàn loài động vật trên thế giới, nhưng con người chỉ có thể thuần hóa được số ít trong đó. Có khoảng 6 tiêu chí cơ bản để đánh giá sự thuần hóa ở một con vật thuộc một giống loài nào đó:

### Ăn tạp

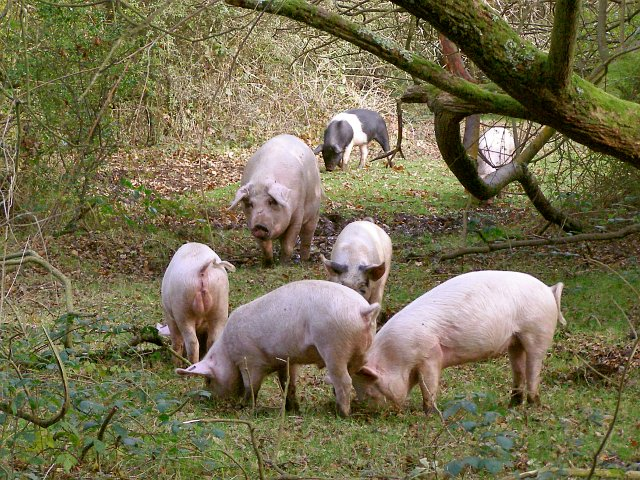
Một con lợn bạch đang ăn, lợn là loài phàm ăn vì thế chúng được thuần hóa dễ dàng

Những con vật được chọn thuần hóa thường phải là những động vật ăn tạp, tức là nguồn thức ăn chúng sử dụng phải dễ tìm trong môi trường sống xung quanh, chúng có thể ăn nhiều thứ khác nhau, đặc biệt là những thứ con người không ăn được, thậm chí là chất thải, đồ thừa của con người. Các động vật ăn cỏ như trâu bò, lừa ngựa và dê cừu đáp ứng được tiêu chuẩn này vì chúng có khả năng nhấm nháp cỏ và những ngũ cốc dư thừa. Chính vì điều này, các loài động vật ăn thịt phần nào khó thuần hóa hơn các loài động vật ăn cỏ, vì chúng đòi hỏi con người phải cung cấp nguồn thức ăn từ các loài động vật khác.
Những động vật ăn cỏ như bò, ngựa, dê và cừu có thể tìm kiếm thức ăn từ các đồng cỏ hay từ phần ngũ cốc dư thừa của con người. Động vật ăn thịt như chó và mèo có thể tận dụng nguồn thực phẩm mà con người bỏ đi hoặc thậm chí là cả sâu bọ. Điều này giúp chúng có thể kiếm đủ thức ăn ở trong cũng như quanh nơi cư trú của con người để duy trì sự sống. Các động vật ăn thịt như chó và mèo cũng thỏa mãn điều kiện này vì chúng sẵn sàng ngốn sạch cả chất thải, đồ vứt bỏ của con người cũng như sâu bọ đeo bám chúng. Người xưa chọn một số loài động vật ăn cỏ hoặc các loài động vật không kén ăn, ăn tạp, có thể ăn bất cứ thứ gì để thuần hóa.

### Chóng lớn
Để chọn loài thuần hóa thì các loài động vật đó phải lớn thật nhanh, ít nhất là nhanh hơn con người vì chỉ có lớn nhanh, thành thục sớm, chúng mới có thể phục vụ mục đích (thức ăn, sức lao động) của con người, và đồng thời, có thể nhân nhanh chóng nhân giống trong quá trình thuần hóa. Chỉ những động vật đạt tới mức trưởng thành nhanh chóng, tương xứng với vòng đời của con người mới được xem xét thuần hóa. Tốc độ phát triển của chúng phải ở mức nhanh chóng.
Con người không thể lãng phí quá nhiều thời gian cho việc nuôi dưỡng và chăm sóc cho tới khi chúng đủ lớn để đưa vào sử dụng cung cấp sức lao động hoặc trở thành thực phẩm. Vì không thỏa mãn tiêu chuẩn này nên voi đã không trở thành loài được thuần dưỡng rộng rãi. Đây cũng chính là lý do ngăn cản việc thuần hóa voi trên diện rộng dù đối với con người, voi có thể dạy bảo được và lao động tốt nhưng phải mất tới 15 năm, chúng mới đạt tới kích cỡ trưởng thành.

### Mắn đẻ

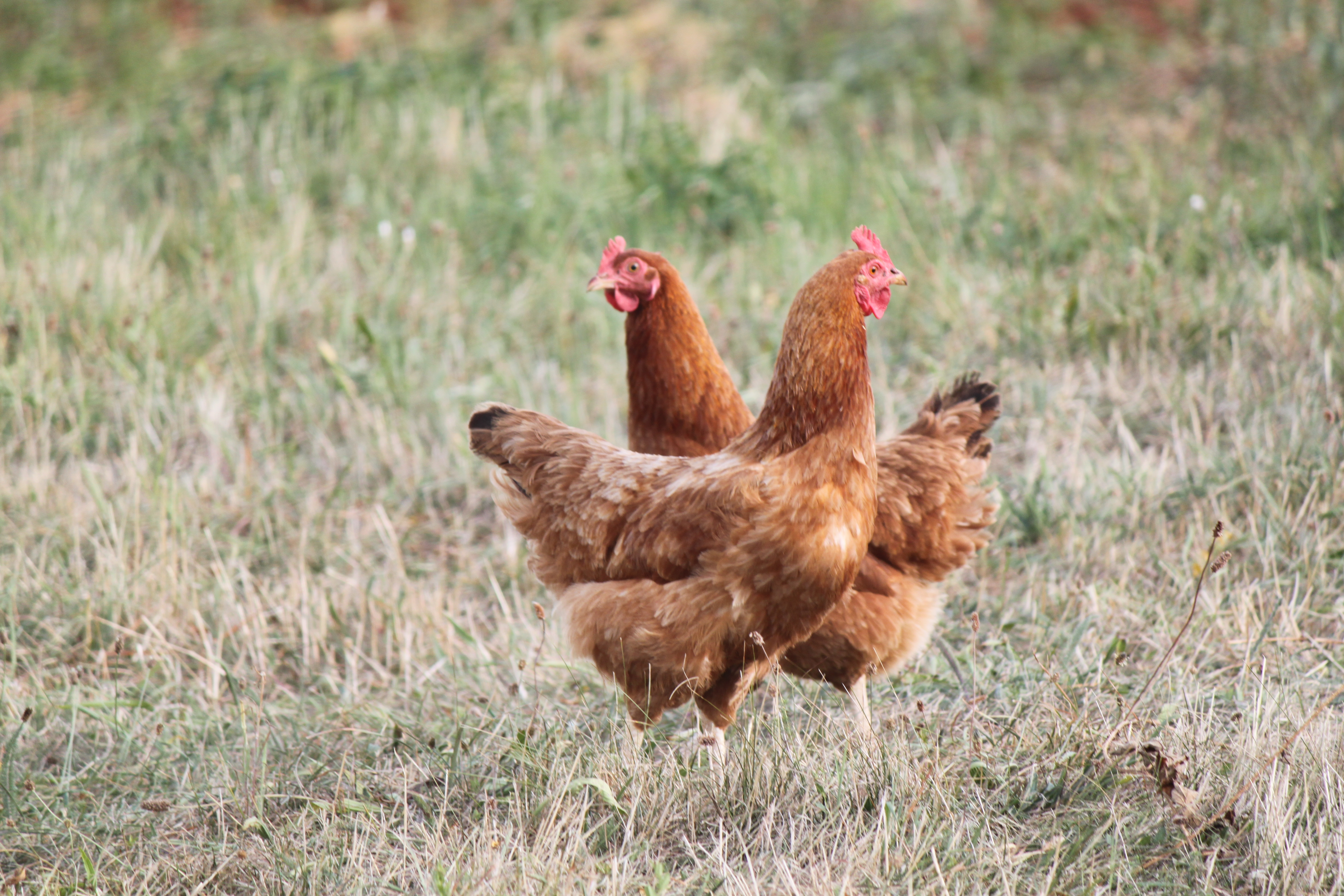
Đàn gà nhà

Những con vật được con người chọn thuần hóa phải là loài có khả năng sinh sản trong điều kiện nuôi nhốt. Đó là những con vật có khả năng sinh sản trong một không gian hạn hẹp và các động vật phải sẵn sàng sinh sản trong trong điều kiện nuôi nhốt, chẳng hạn như lợn, gà, thỏ nhà. Tốc độ sinh trưởng phát triển và khả năng sinh sản cao là lý do quan trọng để chọn loài thuần hóa. Thực tế đã chứng minh, những loài động vật sinh sản quá chậm sẽ bị nhân loài bỏ qua hoặc sẽ nuôi với quy mô nhỏ. Những gì con người muốn là những loài động vật có khả năng sinh sản cao, có thể sinh được nhiều con trong một lứa và thời gian để có lứa đẻ tiếp theo không quá lâu, chẳng hạn như ngan nhà, vịt, lợn, gà.
Đây là lí do tại sao trong danh sách thuần hóa của con người không có tên những động vật đòi hỏi không gian thoáng rộng, không đóng kín để sinh sản như linh dương. Những loài động vật yêu cầu một không gian rộng lớn để sinh sản như gấu trúc và linh dương thật sự khó để thuần chủng. Dù những người Ai Cập cổ đại từng nuôi nhốt báo săn như thú cưng nhưng loài mèo lớn này không thể sinh sản nếu thiếu các nghi thức giao phối cầu kỳ, kể cả việc chạy sóng đôi với nhau một quãng dài do đó, con người không có ý định thuần hóa rộng rãi báo săn, người Ai Cập cổ đại hay kể cả người Ấn Độ đánh giá cao loài báo săn nhưng chúng không bao giờ là đối tượng để họ áp dụng các biện pháp thuần hoá mà chỉ thuần dưỡng, thuần phục chúng.
Nhưng vẫn có những ngoại lệ là loài voi nhà, để nuôi lớn một con voi phải tốn rất nhiều thức ăn đồng thời, thời gian sinh trưởng phát triển của chúng cũng rất lâu, voi cái trưởng thành và có thể sinh sản được sau 9 tuổi còn voi đực trưởng thành thì mất tới 15 năm. Người ta sẽ chẳng bao giờ nuôi voi để lấy thịt voi, thay vào đó là phục vụ những mục đích khác như du lịch, lấy sức kéo hay sử dụng trong chiến tranh (voi chiến), nhưng việc này cũng không hề phổ biến bới nó tốn quá nhiều thời gian và tiền bạc. Thay vào đó người ta sẽ đi săn những con voi nhỡ ngoài tự nhiên và mang về thuần dưỡng, nhưng nếu làm điều này với hổ và sư tử thì dường như là không thể, chúng là loài săn mồi, và trong bản năng của chúng sẽ luôn coi những loài động vật khác là con mồi ngay từ khi cai sữa mẹ. 

### Thuần lành

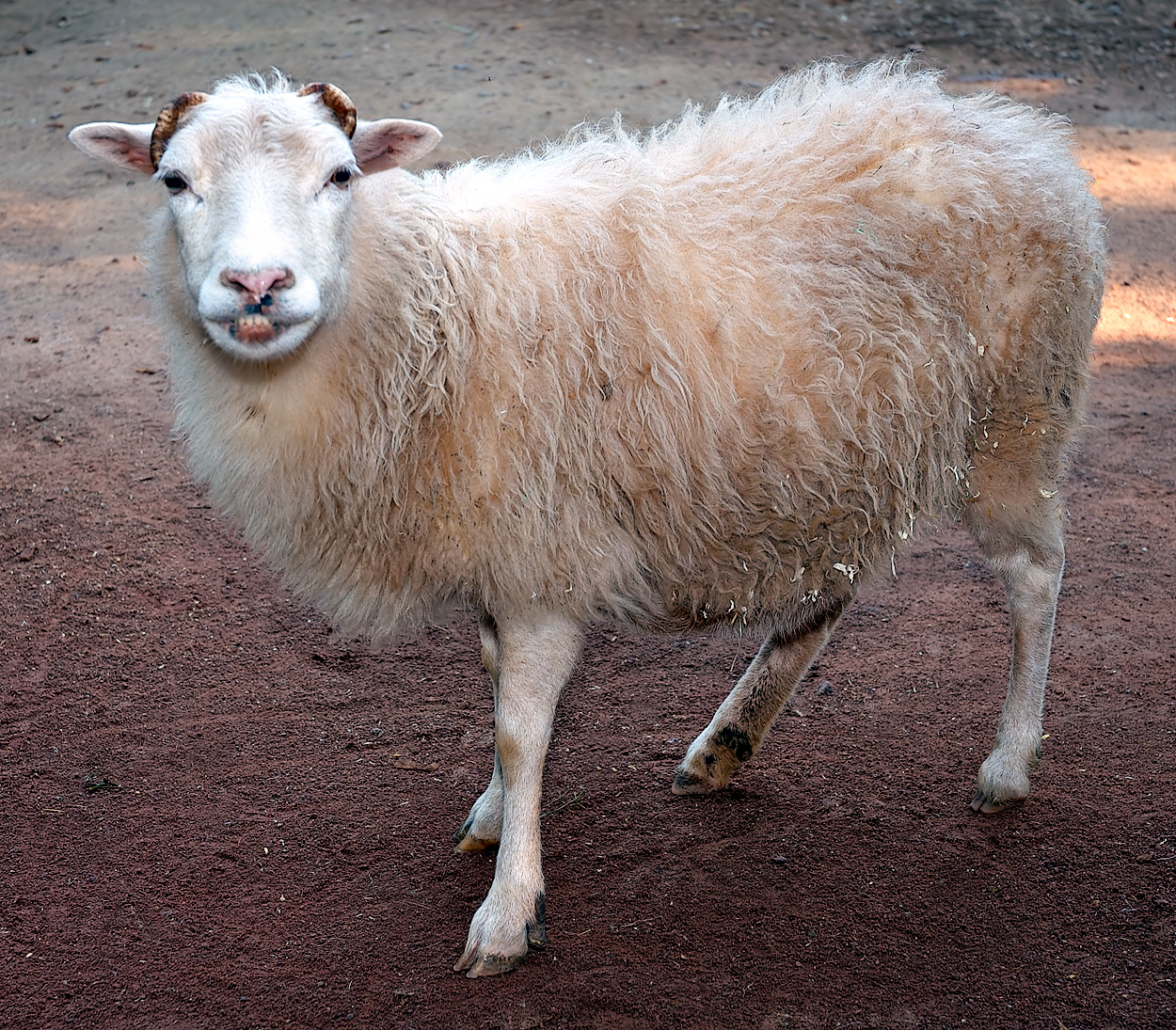
Cừu nhà là loài vật ngoan ngoãn, hiền lành

Các loài vật phải thân thiện với môi trường xung quanh và con vật phải hiền lành và ngoan ngoãn dễ bảo, đây là những loài có tính khí được đánh giá ở mức độ tương đối lành tính khi sống trong môi trường tự nhiên. Tiêu chuẩn này còn gây tranh cãi vì một số nhà sinh vật học tiến hóa không coi tính dễ sai khiến là một tiêu chuẩn chọn động vật thuần hóa, không ít vật nuôi trong nhà từng xuất thân từ các loài hung dữ như chó nhà trước khi bị tách khỏi chó sói, nhiều loài đã được thuần thành công có nguồn gốc từ loài rất hung dữ. Còn động vật thân thiện thì có với rất nhiều động vật ăn cỏ, không phải tất cả trong số chúng đều dễ nuôi.
Tiêu chí này quan trọng bởi ngay cả khi bị bắt, chúng sẽ không ngừng thoát ra và cho dù không thể trốn thoát, thì bản tính không hiền lành của chúng cũng rất khó cho con người thuần hóa, chẳng hạn như chó sói. Trâu bò và cừu nhìn chung khá dễ tính nên trở thành gia súc của con người. Trong khi đó, trâu rừng châu Phi và bò rừng châu Mỹ lại hung dữ và vô cùng nguy hiểm đối với con người nên chúng không thuộc nhóm được thuần hóa. Tương tự, ngựa vằn, dù có họ hàng gần gũi với ngựa nhà, nhưng do bản tính hiếu chiến hơn nên hiếm khi trở thành vật nuôi nhốt.
Sự hung dữ và mức độ thân thiện với loài người là tiêu chí để chọn loài thuần hóa, nếu một người đàn ông cổ đại muốn bắt một số loài động vật ngoài tự nhiên về để nuôi chúng mà bắt hổ, sư tử, gấu, hay cho sói thì tốt nhất là phải chuẩn bị thật kỹ sức khỏe và tâm lý vì rất có thể sẽ biến thành bữa ăn trưa của chúng, những loài động vật được thuần hóa phải có độ thân thiện cao và tâm lý dễ kiểm soát, nên chắc chắn rằng việc thuần hóa hổ hay sư tử làm gia súc không phải là một ý kiến hay.
Nếu con người có ý định thuần hóa loài trâu rừng châu Phi thì phải bỏ qua ý định đó, chúng là một loài động vật có tâm lý rất bất ổn, khó đoán định và một khi chúng nổi nóng và phát cơn điên tiết của mình lên thì sẽ chẳng khác gì một chiếc xe tăng di động cả. Hà mã có thân hình đồ sộ, mũm mĩm là loài ăn tạp, chúng chuyên về ăn cỏ và có thể sản xuất một lượng thịt khổng lồ nhưng nên tiếp tục bỏ qua chúng bởi đây là loài động vật được xếp vào hàng đầu những loài động vật có xu hướng tấn công và giết chết con người tại châu Phi, theo thống kê, mỗi năm hà mã khiến 500 người tử vong vì nó.

### Điềm tĩnh

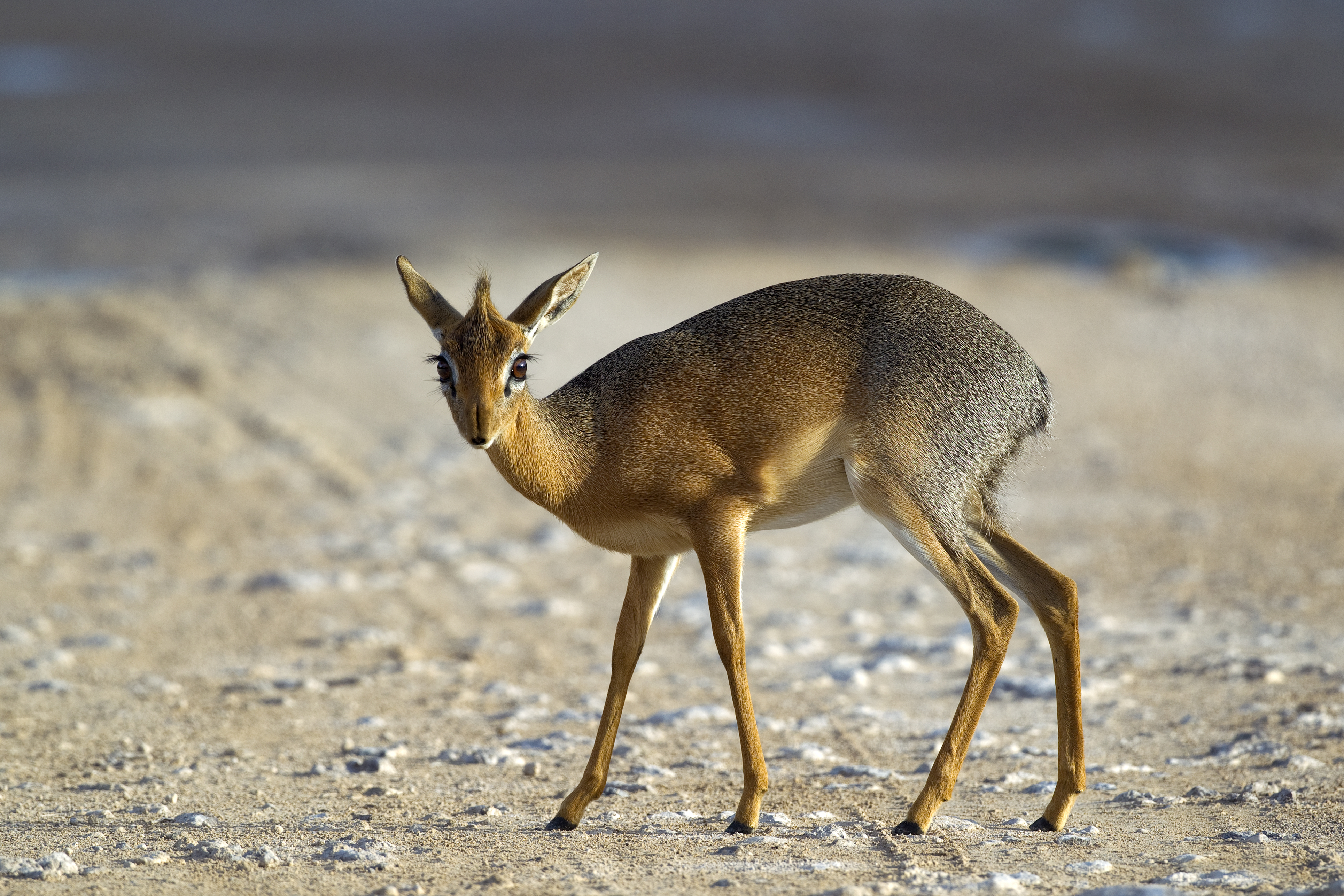
Linh dương là loài quá nhút nhát do đó con người không thuần hóa chúng

Các động vật thuần hóa không có xu hướng hoảng hốt và bỏ chạy khi bị giật mình con vật được thuần sẽ là con vật không quá hoảng sợ và vội vã bỏ chạy khi bị giật mình. Tiêu chuẩn này đã loại bỏ hầu hết các loài hươu, nai và linh dương Gazen do chúng dễ hoảng sợ và cảnh giác cao độ và sẵn sàng nhảy qua các tường rào cao để tẩu thoát khi có động, hươu hay linh dương là các loài có bước nhảy cao cho phép chúng thoát khỏi những cái hàng rào khá dễ dàng.
Loài cừu, mặc dù cũng nhút nhát giống như các loài hươu nai, nhưng chúng lại có bản năng bầy đàn mù quáng, khi hoảng sợ, loài cừu có xu hướng xích lại gần nhau điều này khiến chúng luôn tụ lại với nhau khi hoảng sợ theo kiểu tâm lý bầy cừu và chỉ biết khóc be be, đồng thời còn chậm chạp, nặng nề. Đặc điểm này khiến con người dễ dàng chăn giữ cừu theo bầy đàn và đồng nghĩa với việc người ta có thể dồn được cả bầy cừu lại khi cần thiết.
Bên cạnh những thói quen "hoang dã tự nhiên," thú nuôi luôn có những biểu hiện thể hiện tình cảm dành cho người, chúng thường dạn người, không sợ con người như những đồng loại trong tự nhiên thường lánh mặt con người. Chúng phát ra những tiếng kêu mừng rỡ hay có những biểu hiện mừng rỡ khi nhận thấy sự hiện diện của những người quen, tai và đuôi trong tư thế thoải mái chứ không căng thẳng và chúng giảm bớt khả năng tấn công người lạ, nếu tiếp tục thuần hóa thêm, những con thú như vậy có thể giữ trong nhà giống như vật nuôi. 

### Phục tùng
Những con vật được thuần hóa phải có tập tính bầy đàn, sống theo từng nhóm theo quan hệ huyết thống. Con người thích những loài động vật có tập tính bầy đàn mạnh mẽ. Một số loài động vật được nuôi từ nhỏ, khi lớn lên với con người, chúng sẽ coi con người là thành viên trong gia đình hay con đầu đàn. Bởi vậy việc thuần hóa hay điều khiến chúng sẽ trở nên dễ dàng hơn ví dụ tiêu biểu có thể kể đến là loài chó hay loài ngựa. Con vật phải dễ dàng chấp nhận con người là chủ nhân của nó (mến người và phục tùng con người) nghĩa là phải có hệ thống phân cấp xã hội linh hoạt, ngoại trừ mèo là động vật sống đơn độc, mọi động vật thuần hóa phải tuân thủ một tôn ti, trật tự xã hội do cá thể nổi trội làm chủ đàn.
Điều này cho phép con người dễ dàng thay đổi các động vật, khiến chúng thừa nhận con người những người chăm lo cho chúng là thủ lĩnh của cả nhóm do đó chúng ngoan ngoãn phục tùng con người. Những cá thể phục tùng con người thì sẽ được giữ lại và nhân giống, những cá thể ương bướng không khuất phục sẽ bị loại bỏ. Còn hổ với sư tử thì hổ là loài động vật không có thói quen sống theo bầy đàn, chúng chỉ gặp gỡ nhau trong mùa giao phối, còn lại nếu để hai con hổ gặp nhau ngoài tự nhiên thì chúng sẽ lao vào mà đánh nhau để bảo vệ lãnh thổ. Sư tử thì sống theo bầy đàn, nhưng chúng luôn sống theo luật rừng xanh kẻ mạnh sẽ được cầm đầu, bởi vậy trong đàn sư tử lâu lâu sẽ diễn ra một vài cuộc đánh nhau để tranh giành thứ bậc trong đàn, và nếu con người nuôi chúng, rất có thể chúng sẽ coi họ là kẻ thù mà lao vào để tranh giành vị trí con đầu đàn. 

### Giá trị
Khi thuần hóa một loài động vật, đồng nghĩa với việc con người sẽ phải nuôi dưỡng và chăm sóc chúng nên việc đảm bảo sự cân bằng giữa đầu ra và đầu vào là quan trọng. Khi con người thuần hóa và chăn nuôi các loài gia súc, hầu hết trong số chúng đều chỉ ăn cỏ và các loài thực vật nhưng lại cung cấp cho con người nguồn thịt, mà cỏ thì có sẵn ở khắp mọi nơi, trong khi con người không hề ăn cỏ, vậy nên nguồn thức ăn của chúng và con người được coi như không ảnh hưởng lẫn nhau. Do đó, việc thuần hóa và chăn nuôi các loài động vật ăn cỏ làm gia súc sẽ tiết kiệm được chi phí nhưng lượng thịt thu về lại có giá trị hơn rất nhiều so với việc chăm sóc chúng, đây có thể được xem như một cuộc trao đổi hoàn toàn có lợi, dùng cỏ để lấy thịt và vấn đề chỉ nằm ở thời gian đợi chúng lớn mà thôi.
Tuy nhiên, hổ và sư tử lại khác, chúng là loài ăn thịt và chỉ ăn thịt, thứ con người nhận được khi chăn nuôi chúng cũng chỉ là thịt, nếu như coi chúng giống như những con bò. Ngoài ra, với 10 pound cỏ, một con bò có thể sản xuất ra một pound thịt bò. Nhưng đối với 10 pound thịt, hổ sẽ chỉ tăng được một pound thịt hổ sau khi ăn. Trong khi đó, lượng calo thịt bò tương tự như thịt hổ, nên nếu muốn thuần hóa một con hổ để ăn thịt hổ, thì phải cho nó ăn 10 miếng thịt bò trước khi ăn một miếng thịt hổ. Trong khi đó, con người có thể ăn hết cả 10 miếng thịt bò với lượng calo gấp 10 lần một miếng thịt hổ. Đây là lý do tại sao hầu hết những loài động vật ăn thịt nói chung không được người xưa thuần hóa để trở thành vật nuôi lấy thịt.

## Các giống loài

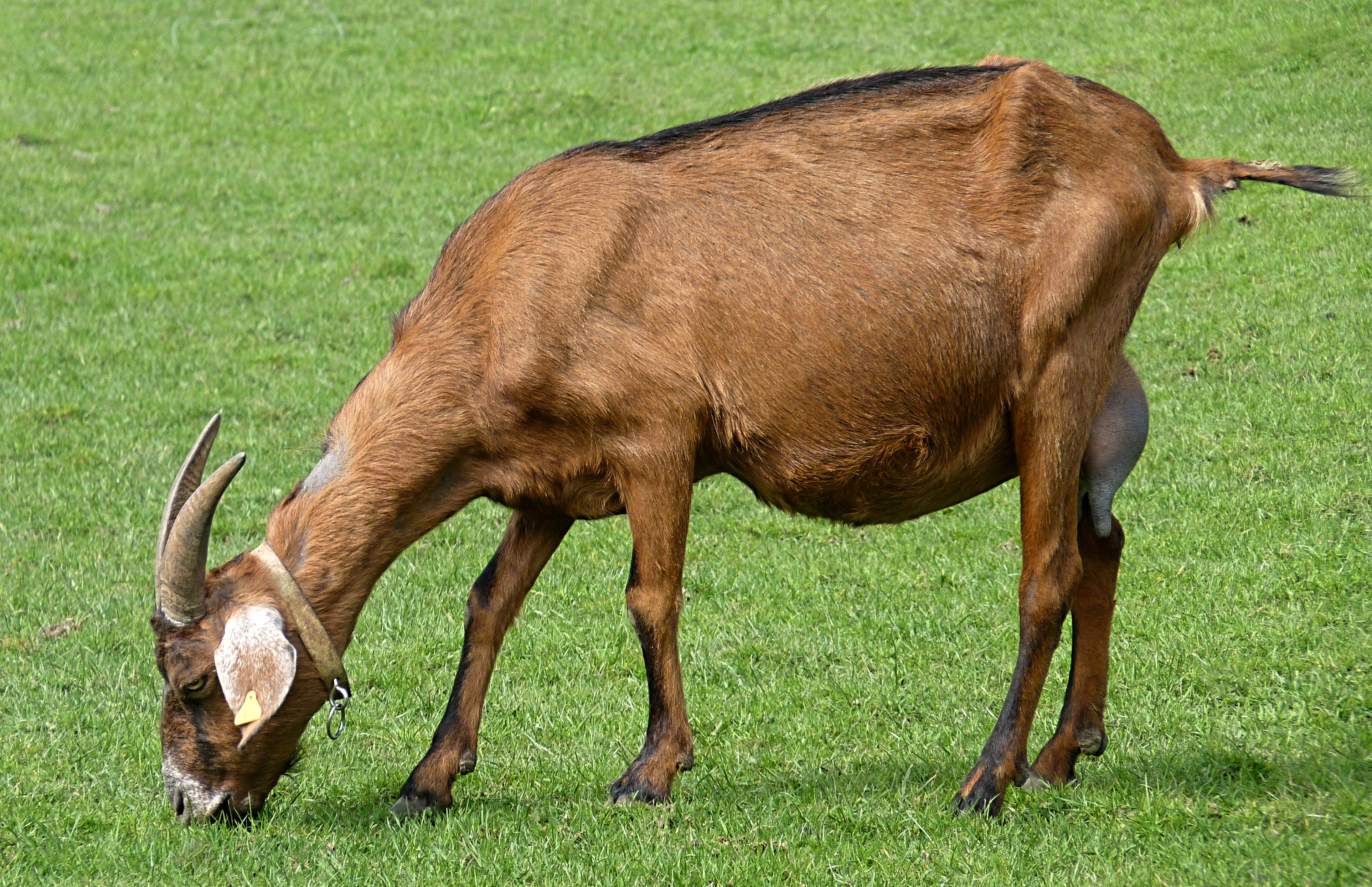
Một con dê nhà

Trong chăn nuôi giống là tiền đề để nâng cao năng suất và chất lượng sản phẩm, công tác giống cho phép tăng nhanh số lượng đàn gia súc, tạo những tiền đề hết sức quan trọng nhằm nâng cao phẩm chất đàn gia súc, năng suất và chất lượng sản phẩm chăn nuôi. Gia súc, gia cầm là những vật nuôi thuộc lớp có vú, lớp chim được hình thành do quá trình lao động sáng tạo của con người và trên bản thân con vật có dấu vết của quá trình lao động sáng tạo đó. Nguồn gốc vật nuôi của tất cả vật nuôi ngày này đều có nguồn gốc từ thú hoang dã đã được thuần hóa nhờ sức lao động và trí thông minh sáng tạo của con người.
Người ta đề xuất rằng có ba cách thức chính mà hầu hết các gia súc trong những nhóm gia súc đã tiến đến sự thuần hóa: (1) các cá thể này thích nghi với một yêu cầu nào đó của con người (ví dụ như chó, mèo, gà, có thể lợn); (2) động vật săn mồi tìm kiếm thức ăn (ví dụ: cừu, dê, gia súc, trâu, bò, lợn, tuần lộc, llama, alpaca, và gà tây); Và (3) động vật mục tiêu cho các nguồn tài nguyên dự trữ và phi thực phẩm (ví dụ như ngựa, lừa, lạc đà). Các dữ liệu khảo cổ học và di truyền cho thấy dòng gen di truyền hai chiều giữa các loài hoang dã và được thuần hóa bao gồm lừa, ngựa, lạc đà, dê, cừu và lợn là phổ biến. Một nghiên cứu đã kết luận rằng việc lựa chọn con người đối với các đặc điểm thuần hóa có thể làm mất tác dụng đồng nhất của dòng gen từ lợn rừng lên heo và tạo ra các hòn đảo thuần hóa trong bộ gen. Quy trình tương tự cũng có thể áp dụng đối với các động vật nuôi khác. 

### Ngựa nhà

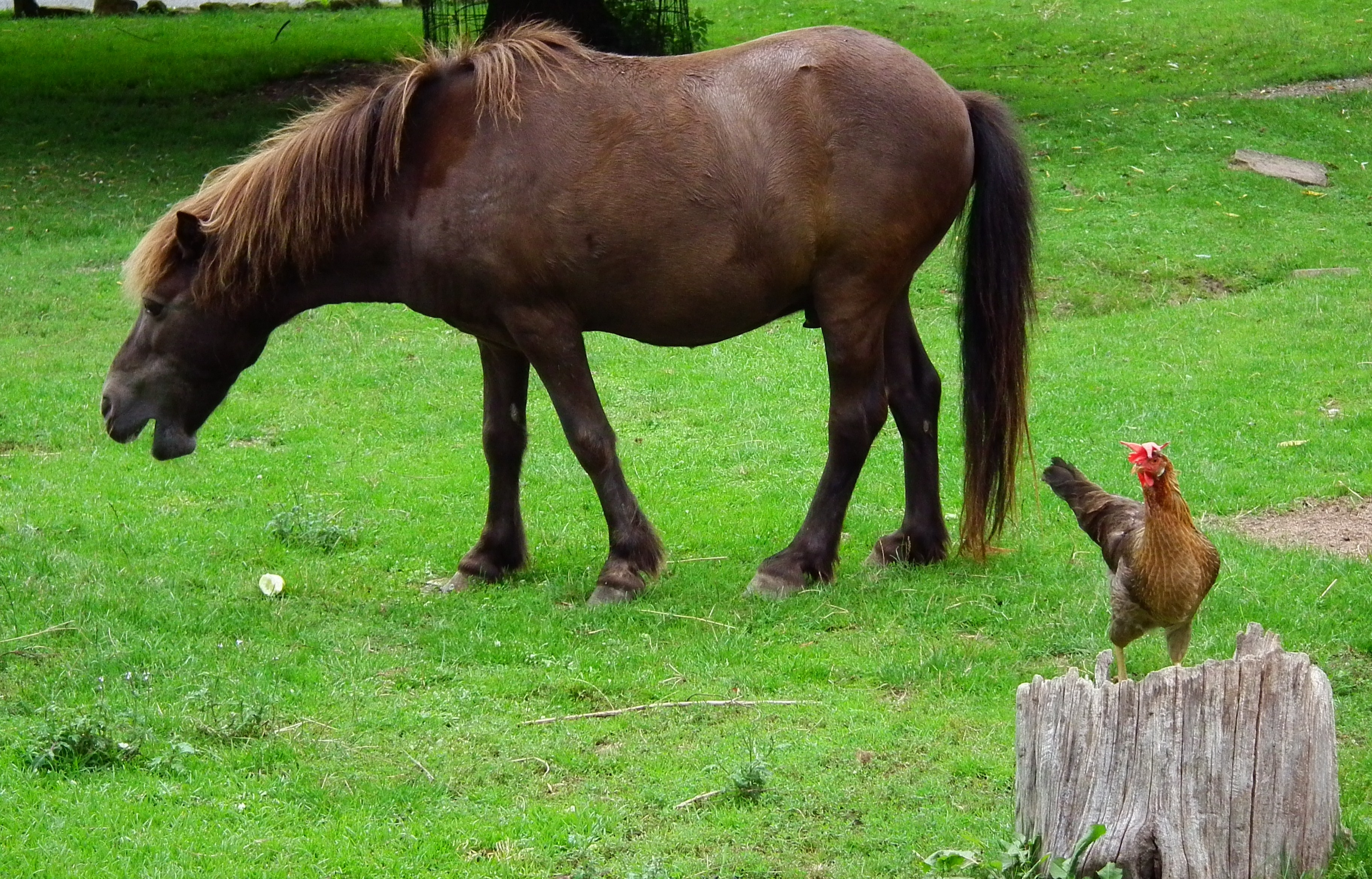
Một con ngựa nhà

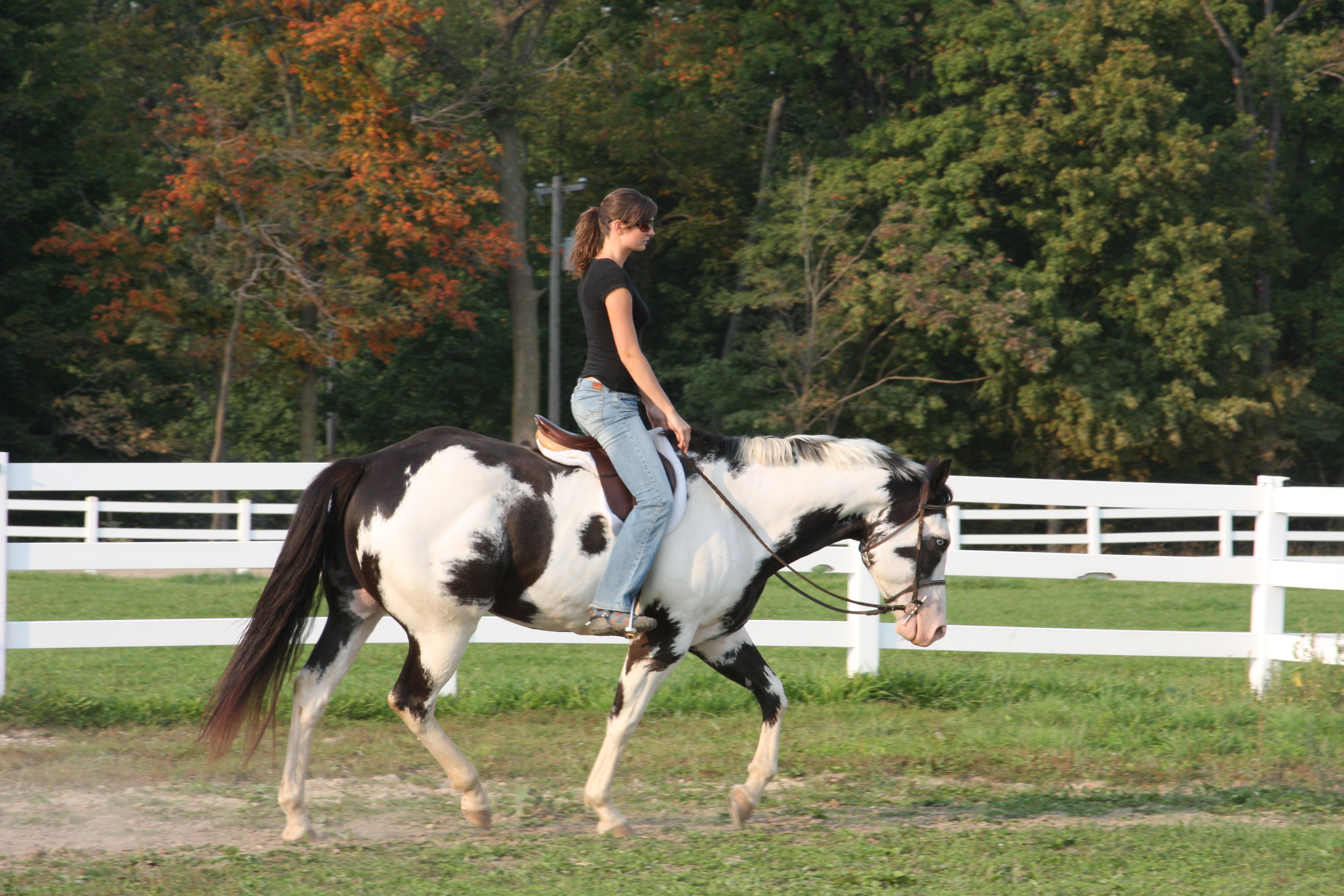
Một cô gái đang cưỡi ngựa

Ngựa là con vật được thuần hóa muộn nhất cuối thời kỳ đồ đá, bước sang thời kỳ đồ đồng trong khi các loại gia súc khác được thuần hóa vào đầu thời kỳ đồ đá. Theo bằng chứng thời tiền sử, từ Tây Âu đã cho biết được một phần về mối quan hệ đó, căn cứ vào những hóa thạch và những bức họa trên bia đá, những hình ảnh khắc hoặc sơn nơi các hang động cho thấy ngựa đóng một vai trò quan trọng trong các nghi lễ của người tiền sử, trong nền văn hóa trải qua nhều thế kỷ. Buổi đầu của hàng chục ngàn năm trước đây, giống ngựa hoang sống lang thang trên những cánh đồng dưới thời nước đá hay thời kỳ băng hà của Châu Âu ngựa bị con người bắt và thuần hóa. Thời gian đó, ngựa là thức ăn thông dụng của người tiền sử, mãi về sau này người ta bắt về nuôi ngựa đã trở thành gia súc.
Việc thuần hóa ngựa hoang thành ngựa nuôi bắt đầu cách đây 4000 năm, đặc biệt quy mô cách đây 3000 năm. Việc thuần hóa ngựa thực hiện đầu tiên ở vùng Trung Á như Ukraine và Kazakhstan. Những khai quật mới đây cho thấy chỉ khoảng 4000 năm trước Công nguyên người ta mới biết dùng ngựa để kéo xe, trước đó có lẽ chỉ được dùng làm thực phẩm. Trong những di chỉ mà người ta tìm thấy, người Ai Cập đã biết cưỡi ngựa khoảng 2000 năm trước Công nguyên, tuy nhiên thời kỳ đó họ chỉ cưỡi trơn không yên cương và chưa biết cách điều khiển con vật. Họ ngồi chàng hảng trên mông vì thời kỳ đó giống ngựa chưa đủ mạnh để ngồi trên lưng. Phải đến khoảng thế kỷ thứ 8 trước Công nguyên, sau khi pha nhiều giống ngựa khác nhau, người ta mới có được giống đủ tốt để có thể cưỡi và đủ linh động để sử dụng cung tên khi di chuyển.
Chưa rõ con ngựa được nuôi từ thời nào tại Trung Quốc, loài ngựa chỉ được nuôi làm gia súc chừng 5000 năm trước, sau các con vật như chó, dê, cừu, lừa, bò và những dân tộc ở Trung Á, Ba Tư, Afghanistan, Mông Cổ là những người du mục đầu tiên biết cách nuôi và huấn luyện chúng, sử dụng chúng trong chiến tranh một cách thiệt nghệ, những con ngựa tốt được lai giống đầu tiên là ở Tây Á, tại những quốc gia ngày nay dưới tên Kazakhstan, Turmenistan (ngựa Đại Uyển, Hãn huyết mã), Uzbekistan, Tadzhikistan, Kirghizistan mà được gọi chung là Turan (Thiên Mã), ngoài ra còn ngựa Ả rập, ngựa Mông Cổ...
Ngựa được thuần dưỡng đầu tiên ở vùng Trung Á, rồi đến Trung Quốc và một số nước khác ở Viễn Đông. Vào khoảng 2000 năm trước Công nguyên (TCN), ngựa được dùng trong chiến trận, để đi săn và lấy sức kéo. Ngựa thông minh, có khả năng nhớ chủ cũ và nhớ đường rất tốt. Ở phương Đông, khoảng 2000 năm TCN, ngựa đã được dùng để kéo chiến xa. Vào khoảng 1000 năm TCN, được dùng sử dụng trong các trận chiến. Các hiệp sĩ Châu Âu rất ưa chiến đấu trên lưng ngựa đực, còn các kị binh Ả Rập lại thích dùng ngựa cái vì ngựa cái phi êm, không hay đòi ăn, thuận lợi cho phục kích kẻ địch vì chúng không hay hí. Khi phi nước kiệu, kiểu chạy nhanh nhất, ngựa có thể đạt tốc độ 60 km/h trong cự ly 150m. Không chỉ sử dụng trong di chuyển, chiến trận, nhiều nước ở Châu Âu còn thuần hóa ngựa để chở hàng và cày cấy.

### Lợn nhà

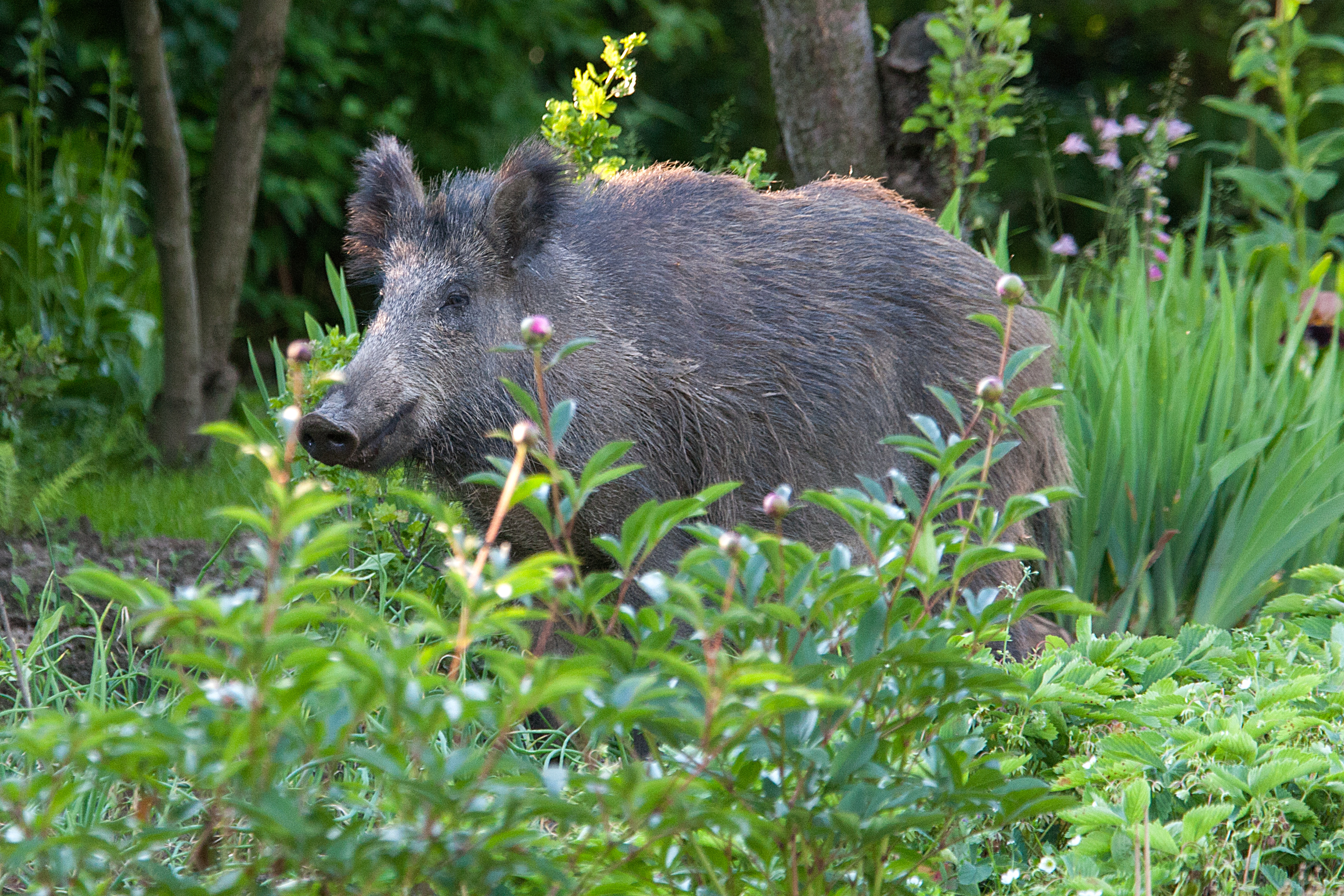
Lợn rừng là tổ tiên của lợn nhà

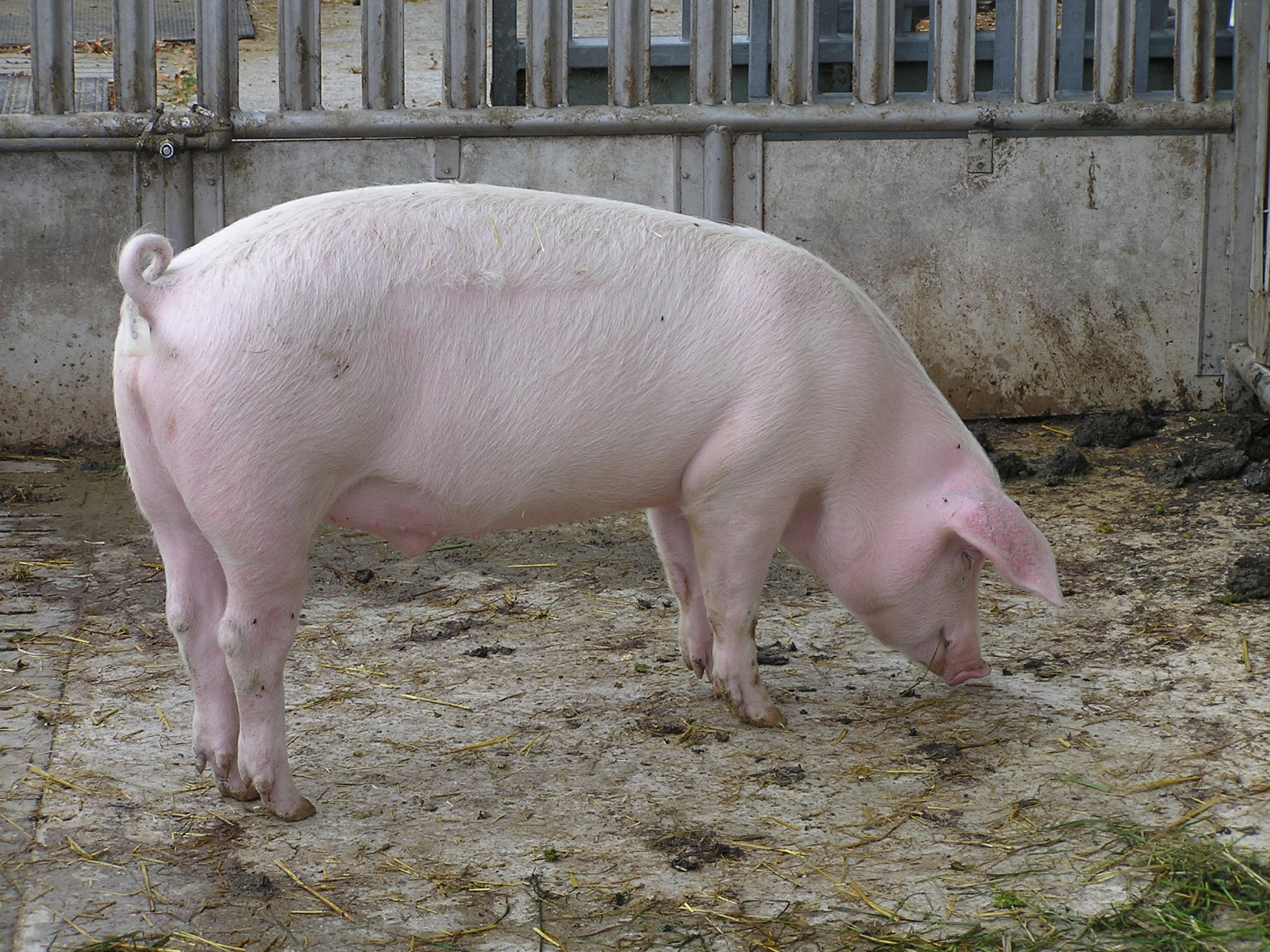
Một con lợn bạch

Lợn nhà được cho là có nguồn gốc từ lợn rừng châu Âu và lợn rừng châu Á, chúng được thuần hóa ở nhiều địa điểm khác nhau như Ấn Độ, vùng Ban tích, Siberi, Anpơ, vùng Đông Nam Á trong đó có Việt Nam. Lợn nhà thuần hóa có tên khoa học là Sus scrofa domesticus được thuần hóa vào khoảng 9000 năm trước công nguyên. Như vậy, lợn rừng là tổ tiên của tất cả các giống lợn nuôi thuần hóa ngày nay.
Lợn rừng thường có da dày, lông cứng, màu xám đen hoặc sọc nâu sẫm, chân khỏe, chạy nhanh, mõm dài, khỏe, con đực có răng nanh dài. Tổ tiên xa xưa của lợn là lợn hoang dã được con người săn bắn để cung cấp thực phẩm cho cuộc sống của người nguyên thủy. Dần dần họ nhận ra rằng thay vì săn bắn, nuôi lợn có thể được tiến hành một cách dễ dàng hơn và thuận lợi hơn trong việc cung cấp thực phẩm cho con người. Xuất phát từ đó họ tiến hành giữ lại một số lợn săn bắn được hoặc mua từ nơi khác để nuôi. Lợn hiện đại ngày nay không tồn tại trong điều kiện hoang dã nhưng rõ ràng nó mang các gen của tổ tiên xa xưa là lợn rừng.
Con lợn tại trang trại đã được hình thành từ ngàn đời và thậm chí hàng vạn năm thông qua quá trình thuần hóa và chọn lọc lâu đời. Đầu tiên, con người thuần hóa lợn hoang dã và sau đó dần dần thông qua quá trình chọn lọc và lai tạo để tạo nên một số lượng lớn các giống lợn có màu sắc, hình dáng và kích thước khác nhau. Lợn được chọn lọc để đáp ứng một số mục tiêu khác nhau của con người và thích hợp với các điều kiện môi trường địa lý khác nhau. Những con lợn đang nuôi ngày nay ở các trang trại chăn nuôi lợn là kết quả của hàng loạt quá trình chọn lọc chính thức và không chính thức của con người và tự nhiên.
Quá trình thuần hóa lợn nhà nuôi của Châu Á và Châu Âu được thực hiện độc lập từ các loài phụ lợn rừng ở khu vực Châu Á và Châu Âu, Những con lợn chúng ta biết ngày nay có một lịch sử rất dài kể từ khi được thuần hóa độc lập khỏi nguồn gốc ban đầu của lợn rừng ở châu Âu và châu Á cách đây khoảng 10.000 năm. Việc thuần hóa này đưa đến các giống lợn châu Âu và châu Á với những đặc điểm và hình dáng rất khác nhau. Lợn thương phẩm của châu Âu hiện đại có chứa DNA có nguồn gốc từ châu Á. Theo các nhà nghiên cứu, đa dạng di truyền ở lợn thương phẩm lớn hơn trong các quần thể lợn rừng hiện nay.
Hiện có khoảng 498 giống lợn khác nhau trên toàn thế giới trong đó ở Châu Á có khoảng 184 giống lợn, Châu Âu có khoảng 228 giống và các khu vực khác trên thế giới là 498 giống. Các phần khác nhau của bộ gien lợn thương phẩm gần gũi với lợn Trung Quốc hơn là lợn rừng châu Âu, lợn ở châu Á và châu Âu đã được thuần hóa độc lập với nhau từ khoảng 10.000 năm trước, không có dấu vết DNA nào của châu Á trong những con lợn châu Âu, tuy nhiên bắt nguồn ở Anh vào cuối thế kỷ 18 và đầu thế kỷ 19 do nhu cầu về thịt lợn gia tăng mạnh mẽ trong cuộc Cách mạng công nghiệp và chăn nuôi lợn ở Anh nói riêng, cho thấy rằng lợn châu Á có những đặc điểm mà họ muốn cải thiện trong những con lợn của họ. Nhìn chung, lợn Trung Quốc sinh sản và béo tốt hơn những con lợn châu Âu.
Vì vậy, các nhà lai tạo giống đã nhập khẩu một số cá thể của Trung Quốc trong khoảng thời gian này và lai chúng với những con lợn châu Âu của họ. Đa dạng di truyền lớn hơn trong các giống lợn thương mại hiện nay là kết quả của phép lai giữa lợn châu Âu và lợn Trung Quốc trong khoảng 200 năm về trước. Chọn lọc cẩn thận cho các đặc tính như khả năng sinh sản và tạo mỡ của những con lợn châu Á sau đó đã đảm bảo rằng một số mảnh của DNA châu Á xuất hiện với tần suất cao trong những con lợn châu Âu. Một ví dụ là các gien AHR, trong đó nhiều con lợn châu Âu có phiên bản châu Á. Lợn nái mang gien châu Âu có ít con hơn đáng kể so với những con lợn mang phiên bản châu Á.

### Chó nhà

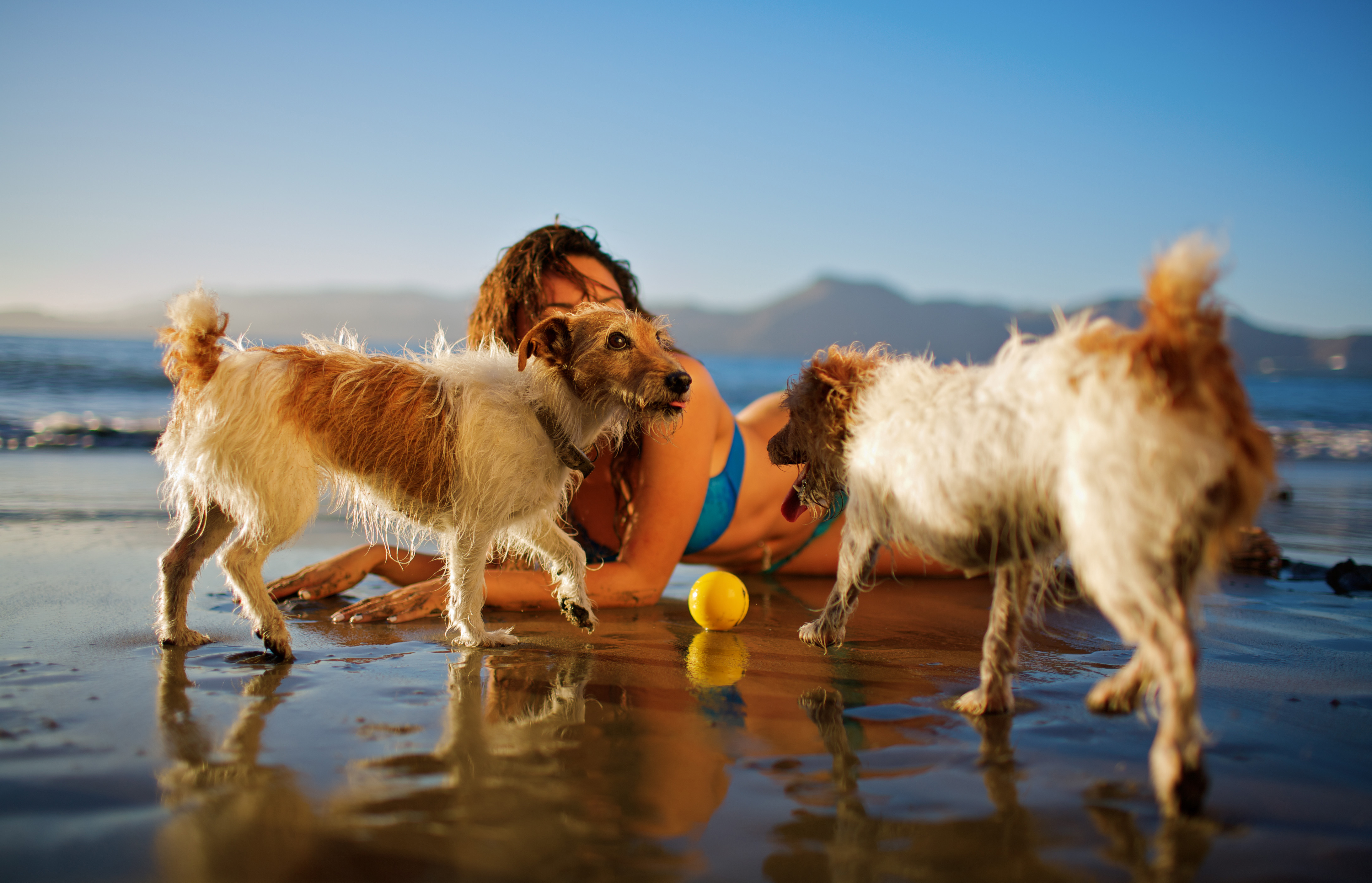
Hai con chó nhà bầu bạn trên bãi biển

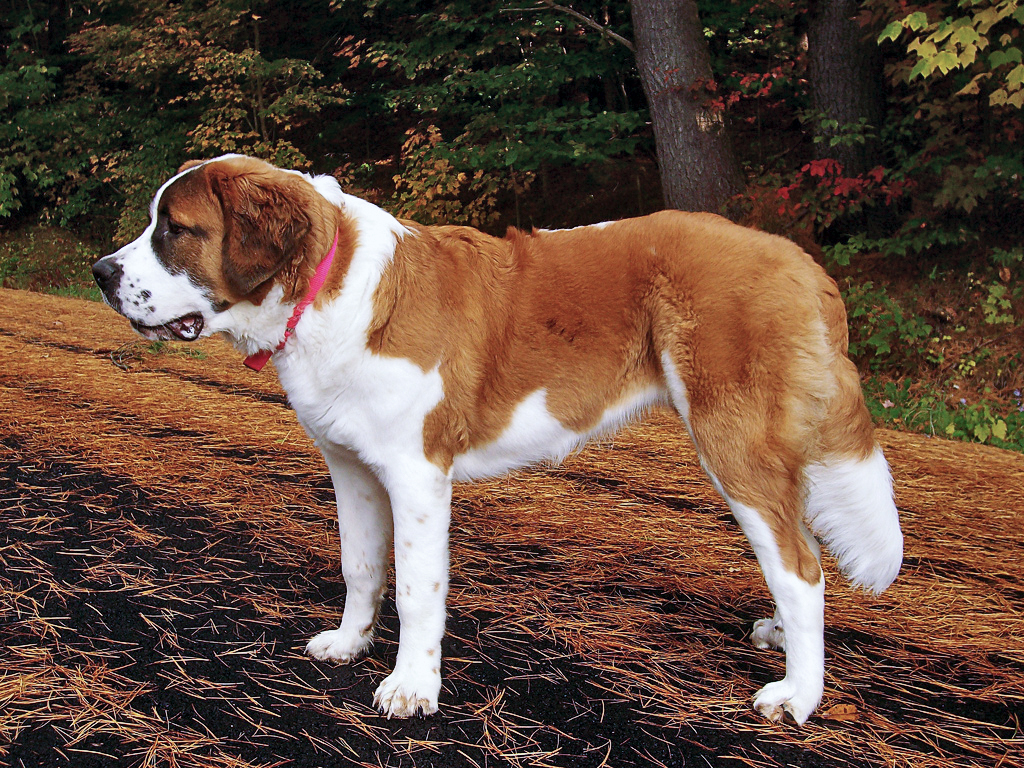
Một con chó St Bernard là giống chó được chọn lọc để chuyên cứu hộ

Con chó là loài đầu tiên được thuần hóa, và được nhân giống chúng trên khắp vùng Á-Âu trước khi kết thúc kỷ nguyên Pleistocene muộn, trước khi canh tác và trước khi thuần hóa các loài động vật khác, con người đã mang theo chó như một người bạn đồng hành và để đi săn vài nghìn năm trước khi con người biết trồng trọt. Người ta cho rằng chó là con vật được thuần hóa đầu tiên, nhưng ý kiến này chưa thực xác đáng. Gần đây người ta cho rằng dê, cừu là những gia súc được thuần hóa sớm nhất mà nguồn gốc chúng là dê rừng. Không giống các loài sinh vật được thuần hóa khác được lựa chọn chủ yếu cho các đặc điểm sản xuất, chó được lựa chọn đầu tiên cho hành vi của chúng.
Khoảng 10.000 năm trước, con người đã có mối liên hệ với loài sói xám, và số phận loài người và loài sói có sự gắn kết với nhau như một định mệnh đã định sẵn từ trước của tạo hóa. Ban đầu, những con sói hoang đã bị thu hút bởi thịt động vật mà con người săn bắn được và quanh quẩn bên con người để ăn những mẫu thịt thừa còn sót lại, con người cũng không xua đuổi chúng thậm chí nhờ chúng mà phát hiện mối hiểm nguy, và sau đó, con người thấy chúng hữu ích cho việc báo động hoặc để giúp đỡ trong săn bắn điều này có thể đã xảy ra cách đây khoảng 10.000, thậm chí 20.000 năm trước đây.
Loài thú này đã dần dần thay đổi về hình dáng và tính cách qua quá trình thuần hóa. Não, răng và chân nhỏ lại, tai cụp xuống, đuôi cụp xuống. Chúng có khả năng đoán biết được thái độ của con người qua nét mặt. Chó là loài vật được thuần hóa đầu tiên, trước khi con người nuôi mèo, gà, bò, dê, lợn và cừu, thậm chí là trước cả khi chúng ta trồng lúa, lúa mì, lúa mạch và ngũ cốc. Hiện các nhà khoa học vẫn chưa tìm được câu trả lời về thời điểm, nơi và cách thức mà loài chó xuất hiện, trừ một điều là loài chó có nguồn gốc từ loài sói. Một số người cho rằng loài chó xuất hiện cách đây khoảng 10.000 năm, một số khác là 30.000 năm. Chúng đã xuất hiện từ châu Âu, hay Trung Đông hay Đông Á, điều này vẫn chưa hề rõ ràng.
Có người cho rằng, con người đã bắt và thuần hóa loài sói, nhưng cũng có ý kiến cho rằng, loài sói đã tự thuần hóa để trở thành loài chó. Loài chó đã được thuần hóa tại châu Âu hoặc miền Tây Siberia, từ cách đây 18.800 đến 32.100 năm, qua phân tích DNA của 126 con chó và sói hiện đại, và nghiên cứu 18 bộ di cốt hóa thạch, cũng có ý kiến cho rằng Trung Quốc là nơi xuất phát nguồn gốc của loài chó từ 33.000 năm trước, chúng có nguồn gen rất đa dạng. Sau đó, một bộ phận đã di cư về phía Tây cách đây 18.000 năm. Các nhà khảo cổ đã phát hiện hóa thạch chó 15.000 năm ở vùng Tây Âu, 12.500 năm ở vùng Đông Á, nhưng không có hóa thạch nào 8.000 năm tuổi trong khoảng thời gian này cả.
Có một di tích cổ 4.800 tuổi có tên là Newgrange ở miền Đông Ireland. Đây là nơi đã tìm thấy xương cốt của loài chó cổ đại, loài chó có hai nhánh nguồn gốc, một từ phía Đông và một từ phía Tây của đại lục Á-Âu. Nhánh phía Đông gồm loài chó Shar Peis và chó Tây Tạng, còn nhánh phía Tây gồm đa phần các loài chó khác, trong đó gồm cả loài chó cổ đại ở vùng Newgrange, trước đây chỉ có một quần thể chó nhưng sau đó một nhóm tách ra, tạo nên một cuộc di cư lớn về phía Tây kéo dài nhiều năm. Nghiên cứu cho thấy "dân số" loài chó đã giảm đi đáng kể và đây chính là bằng chứng của sự di cư.
Ban đầu, cả hai nhánh đều là một quần thể lớn nhưng sau đó một nhánh tách ra và di cư về phía Tây, các nghiên cứu và so sánh xương hóa thạch để tìm hiểu về niên đại của loài chó cách đây 6.400-14.000 năm cả ở phía Đông và Tây đại lục Á-Âu, đã có sự không trùng khớp. Thực tế, khi những con chó phía Đông di cư về phía Tây để vào châu Âu, ở đây đã có mặt loài chó sinh sống cùng con người. Như vậy, có ý kiến cho rằng loài chó đã được thuần hóa tới hai lần, nhiều nghìn năm trước, ở phía Tây lục địa Á - Âu, con người thuần hóa loài sói xám, điều tương tự xảy ra ở phía Đông.
Tức là có hai nhóm chó khác nhau cả về bản chất lẫn địa lý, gọi là chó Tây và chó Đông. Thời kỳ Đồ Đồng, chó Đông di cư về phía Tây cùng với con người và gặp chó Tây bản địa, kết quả là chó Đông đã thay thế chó Tây. Ngày nay, các giống chó ở phía Đông là hậu duệ của loài chó Đông cổ đại. Các giống chó ở phía Tây ngày nay có nhiều đặc điểm giống với những con chó Đông đã di cư vào thời đó. Chỉ có 10% là có nguồn gốc từ loài chó Tây cổ đại, ngày nay đã tuyệt chủng.

### Trâu bò

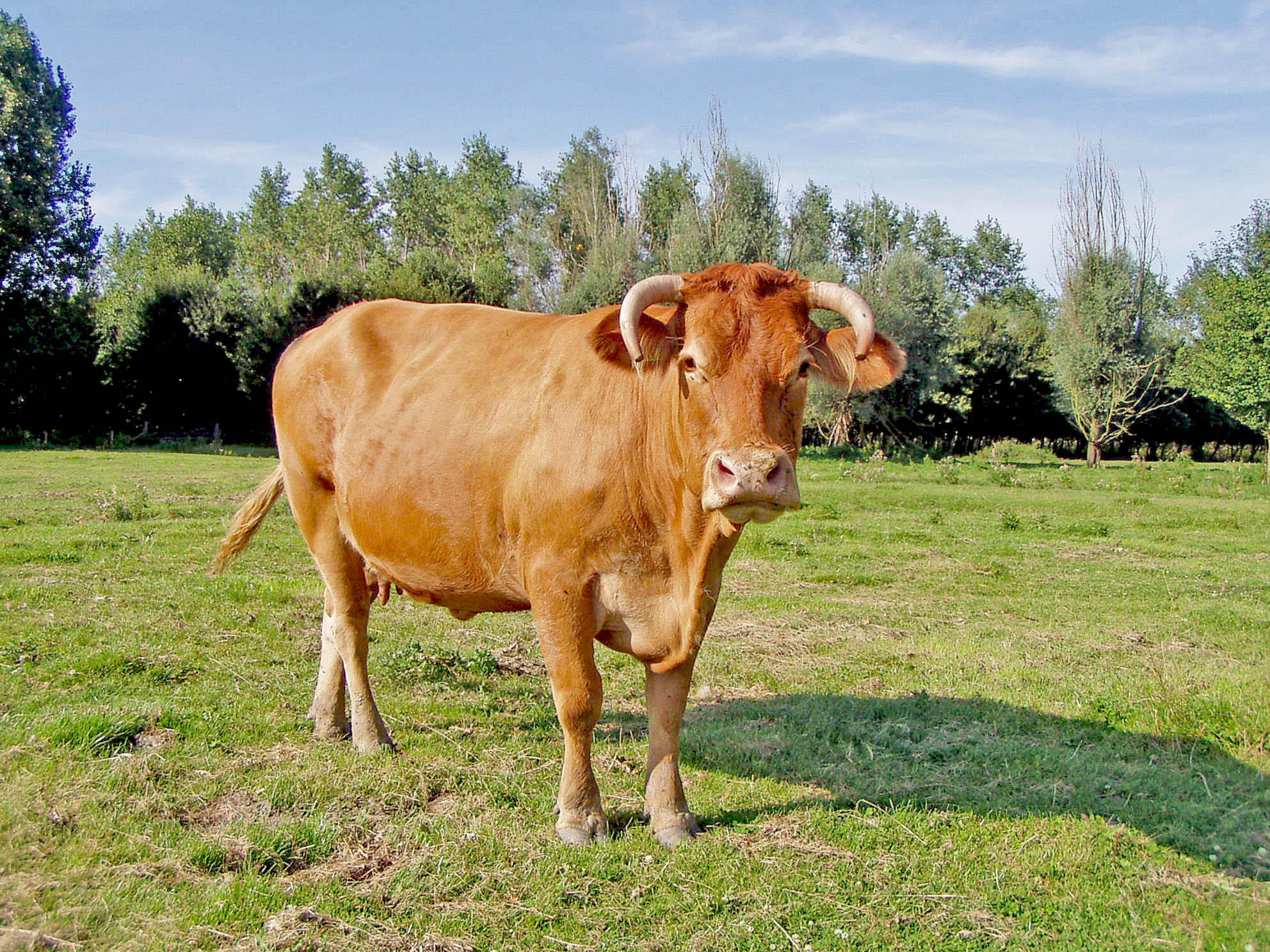
Một con bò nhà, qua quá trình thuần hóa lâu dài, chúng đã có ngoại hình và tập tính khác nhiều so với tổ tiên

Bò nhà hiện nay có 2 nhóm: Nhóm bò ôn đới không có u có nguồn gốc từ bò rừng Tua hay là loài bò rừng châu Âu, sống ở rừng châu Âu, châu Á, Bắc Phi. Các địa điểm thuần hóa bò này là Trung Á, Ấn Độ, Malaysia, Bắc Phi và Nam châu Âu. Nhóm bò nhiệt đới có u (bò u) hiện nay đang phân bố rộng rãi ở vùng nhiệt đới, á nhiệt đới, nguồn gốc của nó có thể là một dạng đặc biệt hoặc do đột biến di truyền của bò rừng Tua. Bò rừng có lông mềm, dài, thẳng, trán có xoáy ốc, sắc lông đen hoặc nâu xám có sọc vàng dọc sống lưng, sừng dài, đen, cong như cánh cung, bò rừng rất khỏe và nhanh nhẹn, khá dữ tợn, con cái cao 150–170 cm, con đực cao 175–200 cm.
Những con trâu nhà hiện nay có nguồn gốc từ trâu rừng Ấn Độ, từ đó trâu được thuần hóa lan theo 2 hướng: hướng Đông Nam Á và hướng châu Phi, Trung cận đông, Nam châu Âu. Có thể chia trâu làm 2 nhóm: nhóm sừng ngắn, thường gặp ở Nhật, Bắc Trung Quốc, Ai Cập, Ý, Nam Liên Xô (cũ), nhóm sừng dài thường gặp ở Miến Điện, Nam Trung Quốc, Việt Nam. Những con trâu nhà được chia thành các nhóm là trâu đầm lầy và trâu sông. Nhìn chung việc thuần hóa và nuôi dưỡng trâu không phổ biến bằng bò do phạm vi phân bố của trâu rừng hẹp hơn.

### Cừu nhà
Đây là một trong những loài gia súc được con người thuần hóa sớm nhất để nuôi lấy lông, thịt, sữa, mỡ và da. Đàn cừu trên thế giới hiện nay là trên 1 tỷ con và được nuôi nhiều ở vùng Trung Á, châu Âu. Cừu có nhiều khả năng được thuần hóa từ loài hoang dã là cừu Mouflon của châu Âu và châu Á (các loài cừu núi). Một trong những động vật được thuần hóa sớm nhất để phục vụ cho mục đích nông nghiệp như lấy len, thịt và sữa. Lông cừu là loại sợi động vật được sử dụng rộng rãi nhất, và thường được thu hoạch bằng cách cắt lông.
Nhiều nước trên thế giới, các giống cừu rừng được thuần hóa dần thành cừu nhà trong khoảng hơn hai thế kỷ nay. Nhiều quốc gia thích nuôi cừu hơn dê, không hẳn là do tính cừu hiền lành, không phá phách như dê, mà thực sự cừu là vật nuôi rất có ích cho đời sống của con người. Được hiết, trên thế giới hiện nay có đến 914 giống cừu khác nhau. Trong khi đó tại Mỹ có 35 giống và phổ biến nhất là các giống cừu Hampshire, cừu Rambouillet, cừu Dorset, cừu Suffolk, cừu Dall, cừu Barbary, cừu Barbados

### Thỏ nhà
Các giống thỏ nhà trên thế giới hiện nay đều có nguồn gốc từ thỏ rừng châu Âu (Orytolaguc cuniculus). Sự thuần hoá thỏ rừng thành thỏ nhà chỉ khoảng vài trăm năm gần đây. Thỏ rừng ở Châu Âu được phát hiện bởi những nhà ngữ âm học khi họ đến bờ biển Tây Ban Nha. Từ đầu thế kỹ 19 việc nuôi thỏ đã phát triển khắp Tây Âu và được người Châu Âu đưa thỏ đi du nhập ở tất cả các nước trên thế giới. Cuối thế kỷ 19 và nhất là đầu thế kỷ 20 cùng với phương pháp nuôi nhốt cùng với các giống thỏ đã thích nghi với điều kiện nuôi nhốt đã được chọn lọc và thay đổi dần về ngoại hình, sinh lý thích nghi với hoàn cảnh cụ thể và khả năng sản xuất phù hợp với nhu cầu thâm canh với mục đích sản xuất thịt thỏ để làm động vật thí nghiệm và làm sinh vật cảnh (thỏ kiểng).

### Gà nhà

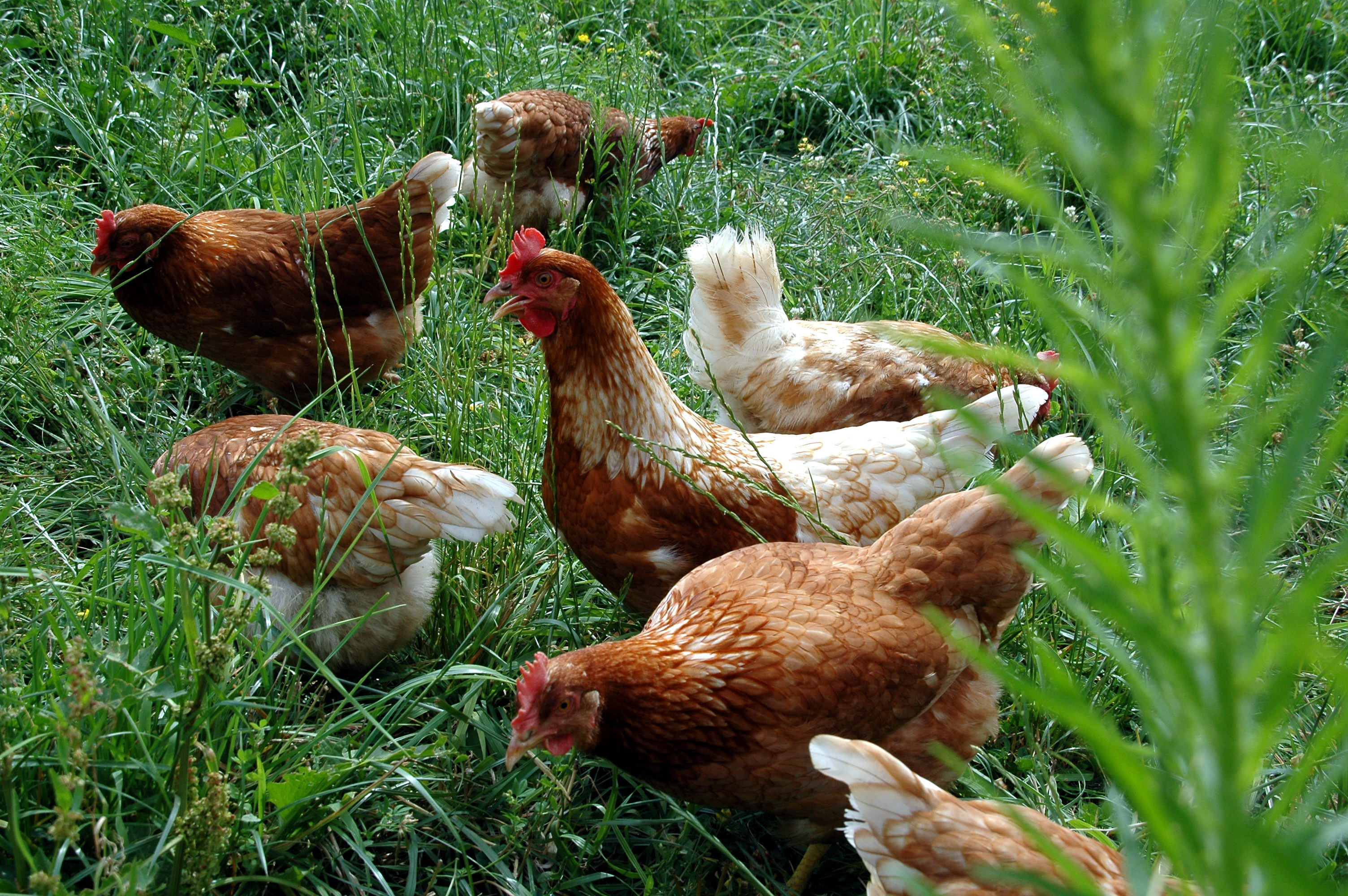
Đàn gà nhà đã thuần hóa

Gà nhà có nguồn gốc từ gà rừng (gà lừng) mà cụ thể là các loài gà rừng lông đỏ và gà rừng lông xám, gà rừng thường bé nhỏ, đẻ theo mùa vụ, trứng nhỏ, gà rừng có thể bay cao và bay khá xa. Gà nhà được thuần hóa đầu tiên ở Ấn Độ và sau này là ở vùng Đông Nam Á. Các loại gia cầm khác như ngan nhà được thuần hóa ở châu Mỹ, gà sao nhà ở châu Phi, gà tây nhà ở Mêhicô, ngỗng nhà, vịt nhà ở châu Á cũng được con người quan tâm thuần hóa.
So với nhiều loài vật hoang dã cùng và gần họ hàng như các loại chim thì bản tính của gà rừng nhát hơn nhiều, vì vậy cần phải chịu khó, nắm được đặc tính của chúng nếu không thì khó mà thuần hóa được, tùy độ tuổi của gà rừng mà có sự lựa chọn cách thuần hóa phù hợp. Nếu là mang trứng về cho gà nuôi ở nhà hoặc sử dụng máy để ấp thì khi nở ra gà rừng con sẽ nhanh chóng quen với người hơn, nên ít bay nhảy tán loạn. Còn bắt được gà con mới nở thì cần phải nhốt cùng chuồng với gà nhà có cùng cỡ để làm quen, lồng nhốt phải che kín phía trên và 3 mặt xung quanh để gà rừng con quen dần, cần tập cho ăn các loại bột cám, bắp và sâu bọ, cào cào nhỏ.
Đến khoảng 4-6 tuần sau, hoặc có thể lâu hơn một chút thấy gà rừng con không còn tung lồng khi gặp người lạ thì có thể thả ra ngoài cho sống chung với gà nuôi. Tuy nhiên cách thuần hóa gà rừng cỡ này thì tỉ lệ sống khá thấp, ước chỉ khoảng từ 50-60%. Gà rừng trưởng thành thì thuần hóa tuy khó hơn, nhưng lại có tỉ lệ sống nhiều hơn.Với loại gà mới trưởng thành thì tỉ lệ sống cao hơn.
Cách thuần hóa hiệu quả nhất là nhốt ghép chung chuồng với nhau theo cặp trống-mái để tránh gà rừng đá, cắn nhau; không nên nhốt riêng lẻ. Nên đặt chuồng ở vị trí thông thoáng nhưng đừng quá vắng, hoặc đông người. Thời gian 1-3 tuần đầu cũng phải dùng vải che bớt 3 mặt chuồng cho gà rừng bớt hoảng sợ, tuy qua một thời gian nuôi, nhốt chung dù gà rừng đã dạn và sống chung với gà nuôi, thế nhưng không dùng gậy, đá ném đuổi; hoặc để chó, mèo rượt đuổi. Bởi bản tính của gà rừng rất nhát nên dễ hoảng loạn dẫn đến bay, bỏ đi.

### Mèo nhà

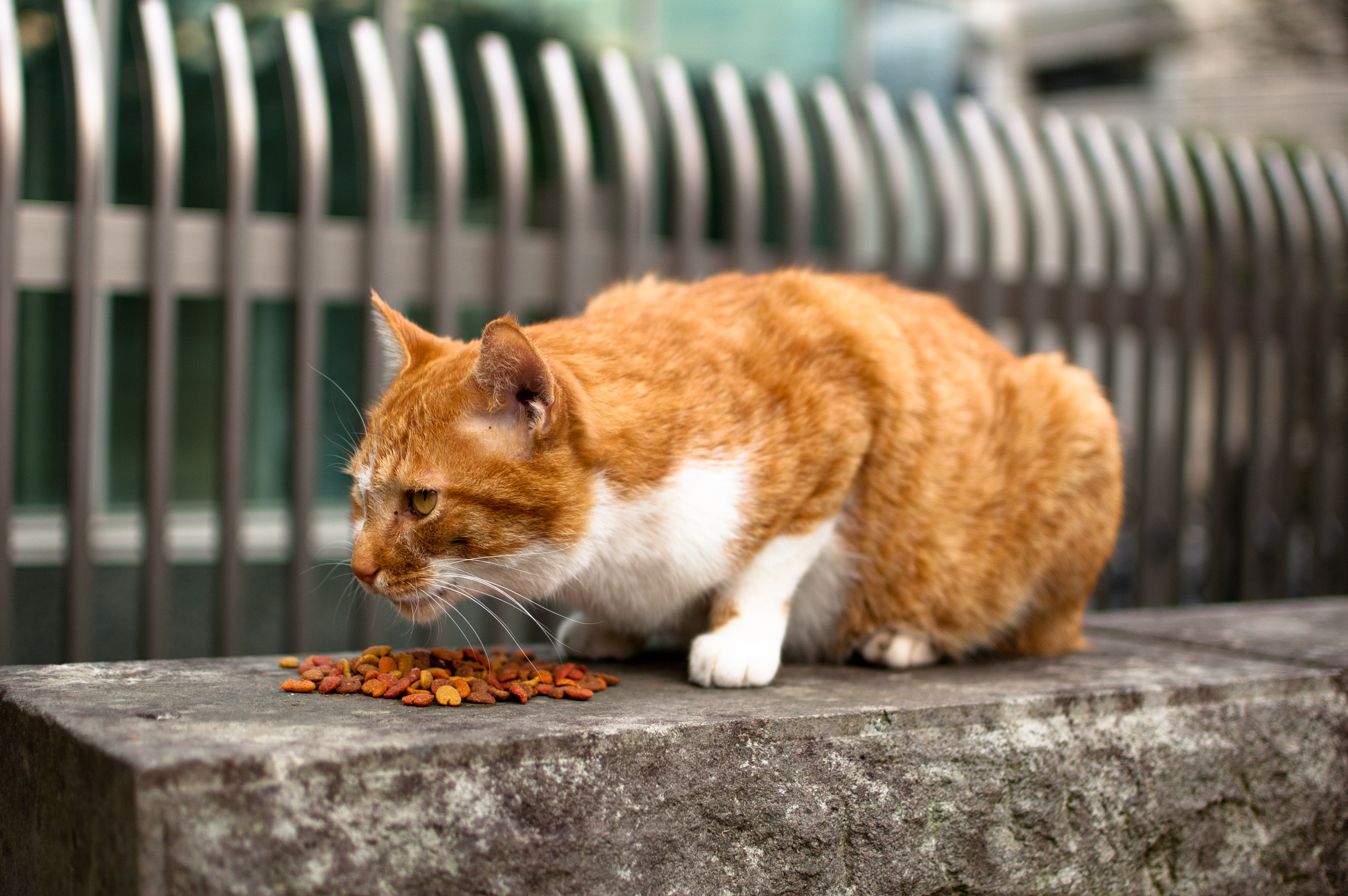
Mèo được con người thuần hóa từ lâu trong lịch sử để bắt chuột

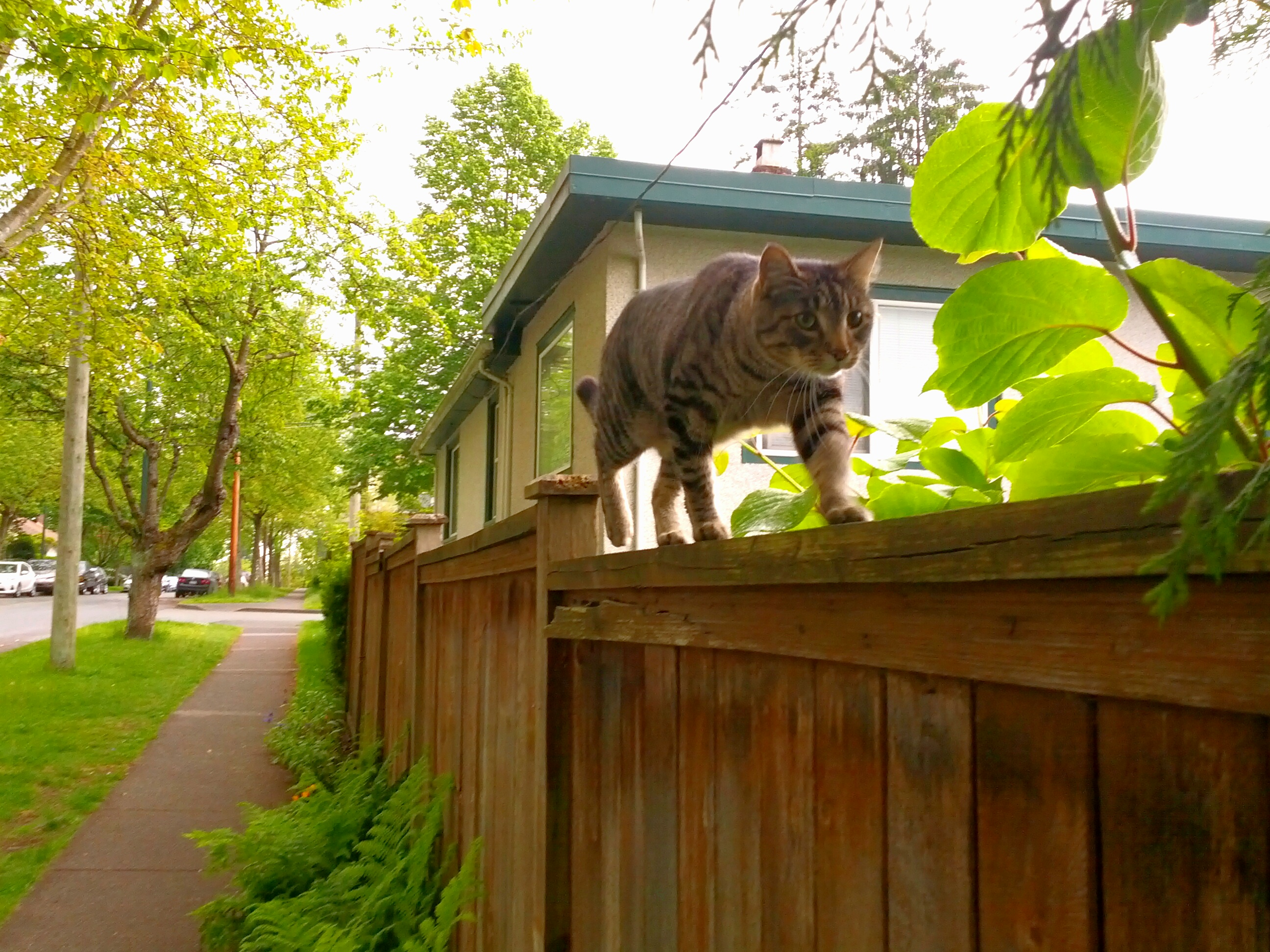
Những con mèo trưởng thành khó thuần hóa hơn mèo con

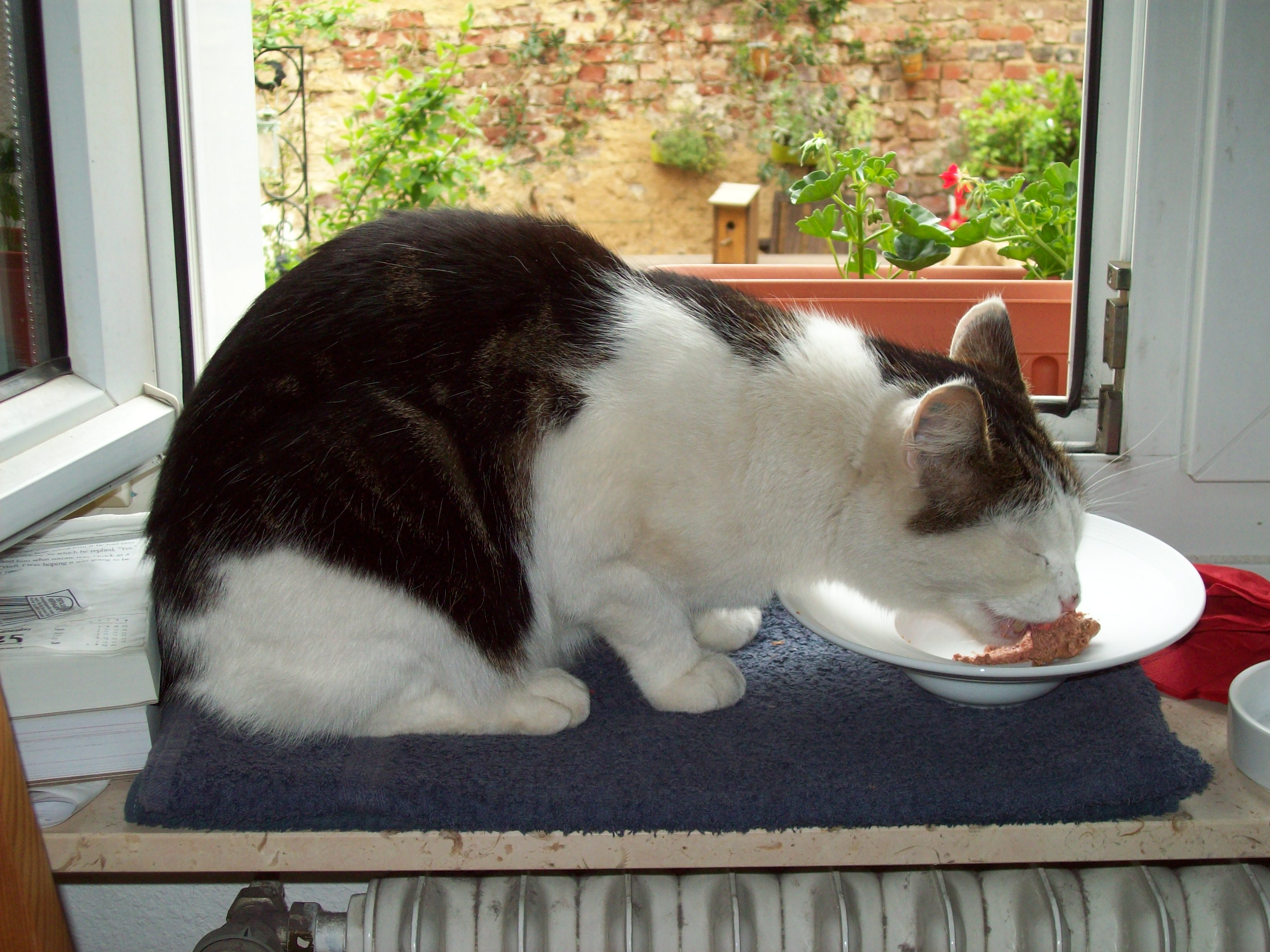
Mèo thuần hóa được chăm sóc đặc biệt

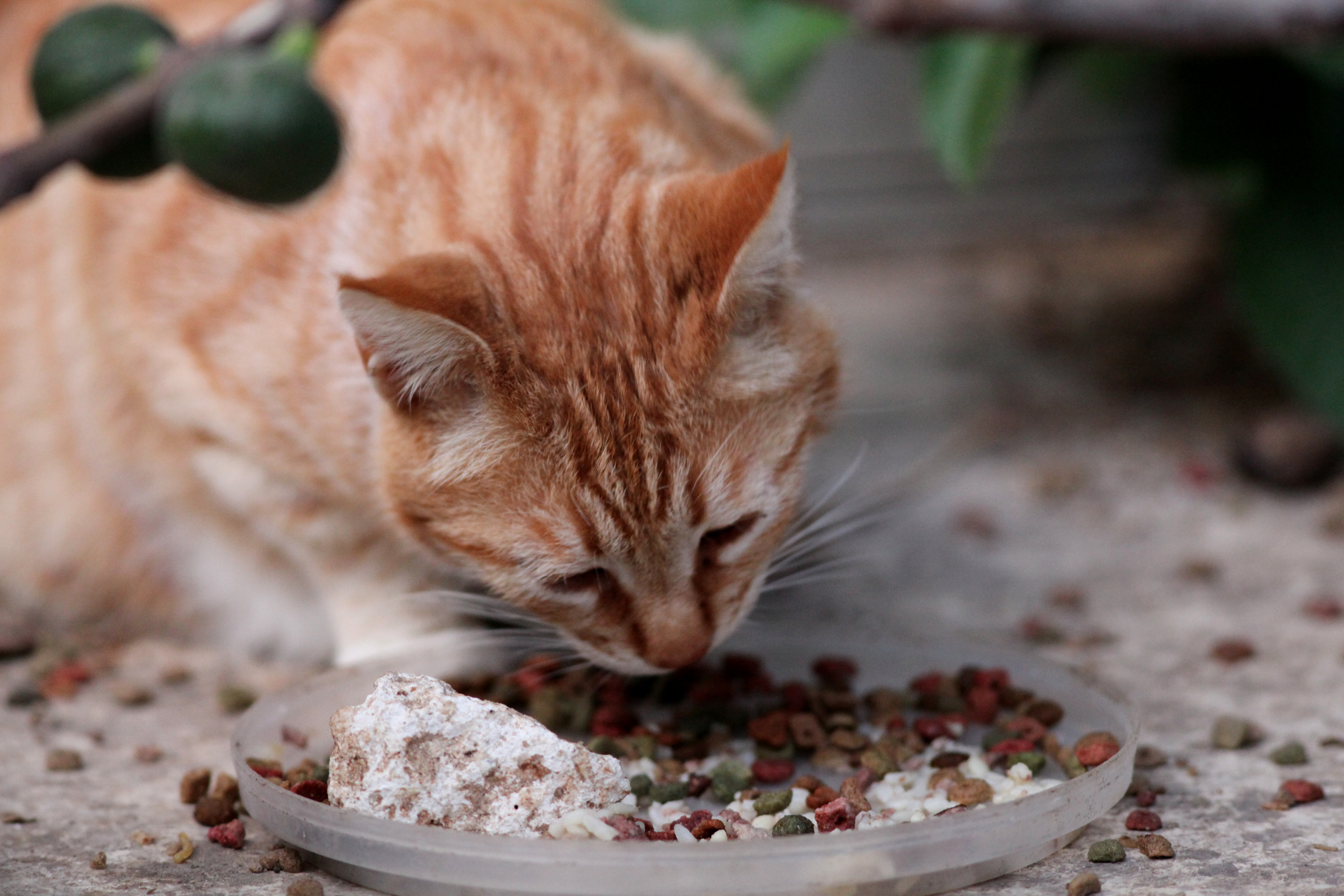
Mèo con dễ thuần hóa hơn mèo già

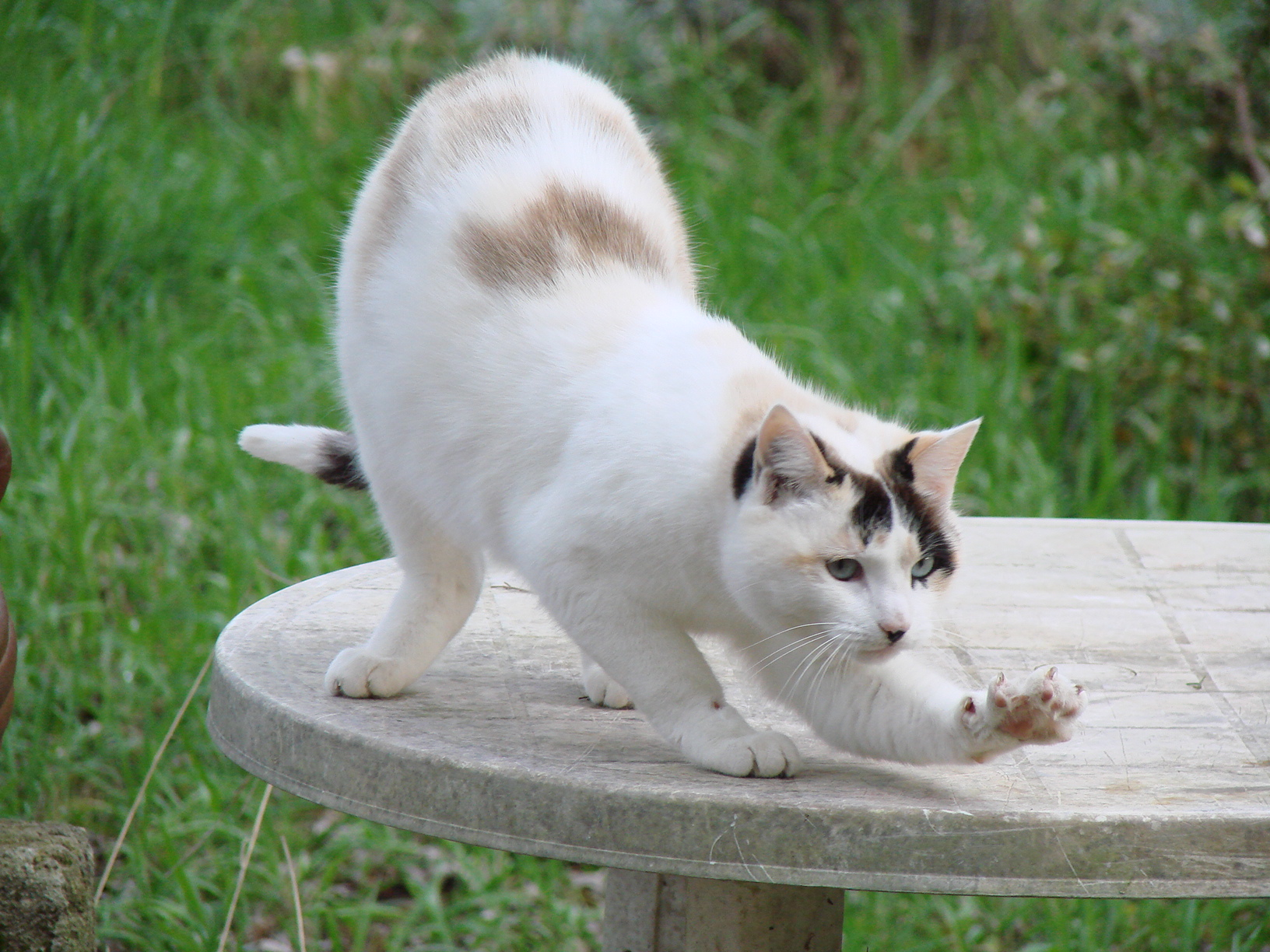
Mèo khi thuần hóa phải qua quá trình phức tạp

Mèo cũng là loài được thuần hóa và nuôi phổ biến nhất trên thế giới. Có khám phá về một loài mèo rừng được chôn gần một người trên đảo Síp từ cách đây khoảng 9.500 năm, một bằng chứng chứng minh sự gần gũi trong mối quan hệ giữa mèo và người. Và từ thời Ai Cập cổ đại, có những bức tranh khoảng 4.000 năm tuổi miêu tả con mèo, thường ngồi cạnh ghế của một người phụ nữ, bằng chứng khảo cổ học mới về mối quan hệ giữa người và mèo đã được tìm thấy ở Trung Quốc. Câu chuyện bắt đầu từ nền nông nghiệp và việc phá hoại của loài chuột.
Khoảng 5.560-5.280 năm trước ở khu vực Thiểm Tây, miền trung Trung Quốc, con người sống trong những ngôi làng nhỏ, những người nông dân đã gặp vấn đề là động vật gặm nhấm, những người nông dân cũng tìm được sự giúp đỡ trong cuộc chiến của họ chống lại các động vật gặm nhấm đó là mèo. Không mất nhiều thời gian để nông dân nhận ra các lợi ích của việc nuôi mèo và nhân giống chúng, bằng cách không giết chết chúng, thậm chí còn giúp chúng theo những cách khác nhau như cung cấp chỗ ở ấm áp và thực phẩm.
Hành vi của loài mèo hiện đại từng sớm thu hút người nông dân, từng có thức ăn cho mèo trong làng nuôi cổ đại, và chúng đã giúp lại người nông dân, bằng cách ăn động vật gặm nhấm, từ đó tạo thành một mối quan hệ tương hỗ, một phần vì con người nói chung không có xu hướng ăn thịt mèo. Toàn bộ chuỗi các sự kiện, từ nông nghiệp đến các loài gặm nhấm tới mèo nuôi, có thể là tự phát, do nó tự bắt đầu xảy ra tại nhiều nơi, nhiều điểm trong cùng một thời gian, bất cứ nơi nào có cả nông nghiệp và mèo rừng, nó có thể xảy ra theo cách này, ở khắp mọi nơi.
Mèo thuần là một chất xúc tác để phát triển nông nghiệp, mèo nhà trở thành thú cưng gần đây hơn so với những con chó thuần, loài đã xuất hiện từ thời săn săn bắn hái lượm, rất lâu trước khi nông nghiệp được khai phá. Có phản ứng động vật sang người, và phản ứng của con người với động vật. Có một mối quan hệ, tập trung vào thực phẩm, trong đó cả hai loài-con người và mèo-phản ứng và thích ứng theo thời gian. Mèo hoang rất ít hoặc gần như không tiếp xúc với con người. Nhiều chú mèo được sinh ra trong tự nhiên, và có một số lại bị chủ bỏ rơi hoặc đi lạc.
Cho dù có nguồn gốc như thế nào, mèo hoang thường rất sợ người, và sẽ có hành động cào cắn thay vì rúc vào lòng. Điều này khiến cho việc thuần hóa mèo hoang trở nên khó khăn hơn. Thuần hóa là một thử thách và cần rất nhiều thời gian: mèo con hoang dã có thể được thuần phục từ 2 đến 6 tuần, nhưng đôi lúc có thể phải mất một năm trở lên mới có thể thuần hóa mèo trưởng thành được. Tập thích nghi cho mèo hoang ở trong nhà cũng như giúp chúng hòa nhập với môi trường xung quanh mất khoảng vài tiếng mỗi ngày, có thể kéo dài nhiều tháng.
Mèo hoang thường không thích hợp để nhận nuôi vì chúng chỉ gắn bó với người đã thuần hóa chúng. Mèo hoang là động vật hoang dã. Bạn có thể bị thương nếu không cẩn thận khi tiếp xúc với chúng. Mèo hoang rất dễ bị tổn thương trong nhiều điều kiện môi trường, chẳng hạn như tiếp xúc với yếu tố thiên nhiên (ví dụ như gió, mưa), viêm nhiễm, và bị động vật khác tấn công. Tỷ lệ tử vong ở mèo con hoang dã đạt gần 50%. Cần ước lượng tuổi và xác định con mèo bao nhiêu tuổi để đánh giá mức độ thuần hóa khó hay dễ. Mèo hoang còn nhỏ, đặc biệt là những còn nhỏ hơn 10 đến 12 tuần tuổi thường dễ thuần phục hơn. Mèo hoang trưởng thành sống ngoài đường trong thời gian dài sẽ khó thuần hóa.
Đánh giá mức độ hoang dã của mèo để thuần hóa. Mèo hoang thường có thể là hoang dã hoàn toàn (không tiếp xúc với con người hoặc tương tác tiêu cực với con người), bán hoang dã (có tương tác tích cực với con người), hoặc hoang dã cải đạo (mèo nhà bị bỏ rơi trở thành bán hoang dã). Mèo hoang dã hoàn toàn rất khó thuần phục và tập thích nghi, trái lại mèo hoang dã cải đạo lại dễ thuần hóa nhất. Mèo bán hoang dã tìm đến con người để cung cấp thức ăn, nhưng không muốn tiếp xúc với họ. Mức độ tương tác với người tối thiểu này dạy chúng một số quy tắc giao tiếp của thế giới loài người. Mèo bán hoang dã thường sống gần nhà người dân.
Chúng cần ở trong khu vực khép kín cho đến khi cảm thấy thoải mái với người chủ cũng như môi trường mới. Sắp xếp phòng nhỏ yên tĩnh, chẳng hạn như phòng vệ sinh, tách biệt với thành viên gia đình và những con vật nuôi khác. Đóng kín cửa sổ và cửa ra vào để mèo không thoát ra ngoài. Dùng đèn ngủ để thắp sáng căn phòng, thay vì bật đèn trần. Bóng tối giúp mèo hoang cảm thấy an toàn trong môi trường mới. Để giúp mèo làm quen với mùi người, có thể trải quần áo cũ (chẳng hạn như tất, áo khoác) vào trong phòng. Mèo hoang sẽ cần ít nhất vài giờ để ổn định. Việc thuần hóa nên thực hiện trong nhà. Tuy nhiên, cảm giác sợ hãi con người của chúng sẽ gây nên vấn đề khi mang chúng về nhà. Cho mèo hoang ăn đúng giờ mỗi ngày, Cho mèo hoang ăn ngoài trời.
Dành thời gian cho mèo hoang nhưng không đụng chạm vào chúng. Sau khi mèo đã ổn định, bạn có thể bắt đầu quá trình tương tác để chúng làm quen với con người. Để tránh bị cào cắn, nên mang áo tay dài, quần dài, găng tay, và giày khi bước vào phòng. Sắp xếp thời gian tương tác với mèo hoang cố định thời gian mỗi ngày. Việc hình thành thói quen giúp chúng ổn định trong môi trường nhà ở. Gõ cửa trước khi mở, và bước vào phòng thật chậm rãi. Không nhìn chằm chằm hoặc tiếp xúc ánh mắt với mèo hoang vì chúng sẽ coi điều này mang tính gây hấn. Thay vào đó, nên ngoảnh đi và cúi đầu xuống thấp. Khi mèo hoang cảm thấy thoải mái, có thể ngồi cạnh chúng khoảng một giờ vào buổi sáng và tối.
Không cố gắng đụng chạm mèo hoang lúc ban đầu điều này chỉ làm cho chúng cào cắn và kêu rít lên. Nên chơi đùa với mèo hoang giúp chúng cảm thấy gần gũi trước khi đụng chạm vào mèo. Quan sát ngôn ngữ cơ thể sẵn sàng của mèo hoang. Việc đụng chạm vào mèo hoang có thể chứa đầy nguy hiểm vì chúng có thể tự vệ và tấn công do sợ hãi. Việc quan sát ngôn ngữ cơ thể sẽ giúp nhận ra khi nào thì chúng cảm thấy sẵn sàng chuyển sang mức độ tương tác mới với con người. Hành động nhào tới và gầm gừ và cụp tai xuống có nghĩa chúng vẫn chưa cảm thấy thoải mái khi tiếp xúc với con người. Mèo hoang có thể rít lên nếu chúng không muốn người đụng vào. Nếu mèo khá điềm tĩnh khi ở cạnh con người, thì đây là dấu hiệu cho thấy chúng sẵn sàng tiếp cận với con người.
Cho mèo tập thích nghi với bàn tay. Trong khi vẫn còn dè chừng con người, mèo hoang cần có thời gian làm quen với tay. Không vuốt ve mèo hoang. Việc khám phá tìm hiểu là cách mà chúng sử dụng để xác định xem bạn có phải là mối đe dọa tiềm ẩn hay không, việc âu yếm mèo hoang và hành động vuốt ve mèo hoang có thể khá nguy hiểm vì không biết được liệu chúng sẽ chào đón hay sẽ tấn công. Khi mèo tiếp cận, đánh hơi và đẩy nhẹ tay, có thể từ từ nâng bàn tay và giữ ngang tầm mắt của chúng. Từ từ nâng bàn tay ngay tầm mắt của mèo, sau đó bắt đầu vuốt ve chúng.
Chú ý ngôn ngữ cơ thể của mèo. Hành động co cơ bắp, đuôi sột soạt, đồng tử giãn ra, và tai cụp xuống đều là những dấu hiệu cho thấy bạn nên ngừng âu yếm và cho chúng tận hưởng không gian riêng. Vuốt ve lần đầu thật nhanh và nên ngừng âu yếm mèo hoang trước khi chúng thể hiện thái độ không muốn tiếp tục nữa. Nếu mèo còn nhỏ, có thể thử nhấc chúng lên và đặt vào lòng khi mèo đã trở nên thoải mái với việc được âu yếm và có thể bế chúng, lưu ý rằng chúng vẫn là động vật hoang dã, vì thế nên dùng khăn bọc kín cơ thể của mèo một cách chậm rãi và từ tốn (chừa phần gáy ra) để chúng không cào cắn.

## Ngoại lệ
Các động vật khác như hổ, báo, sư tử hay tê giác không thể trở thành vật nuôi cho con người vì chúng hung dữ, không đáp ứng tiêu chuẩn, nên sư tử và hổ bị loại khỏi danh sách vật nuôi của con người. Ngoài ra có một số ngoại lệ khá đặc biệt 

### Chó sói

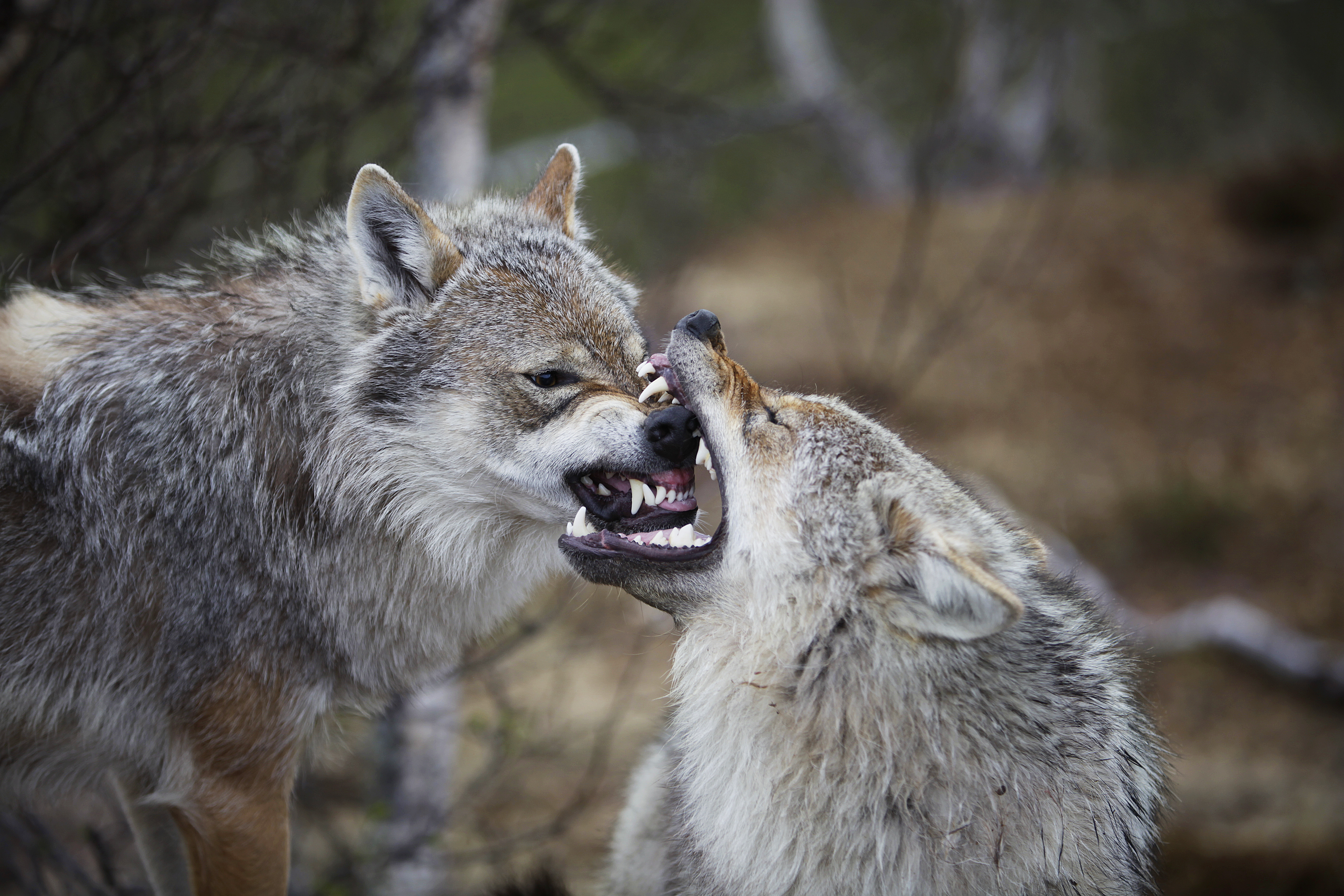
Những con sói đang đánh nhau, chó sói là loài không thể bị thuần hóa do quá hung dữ

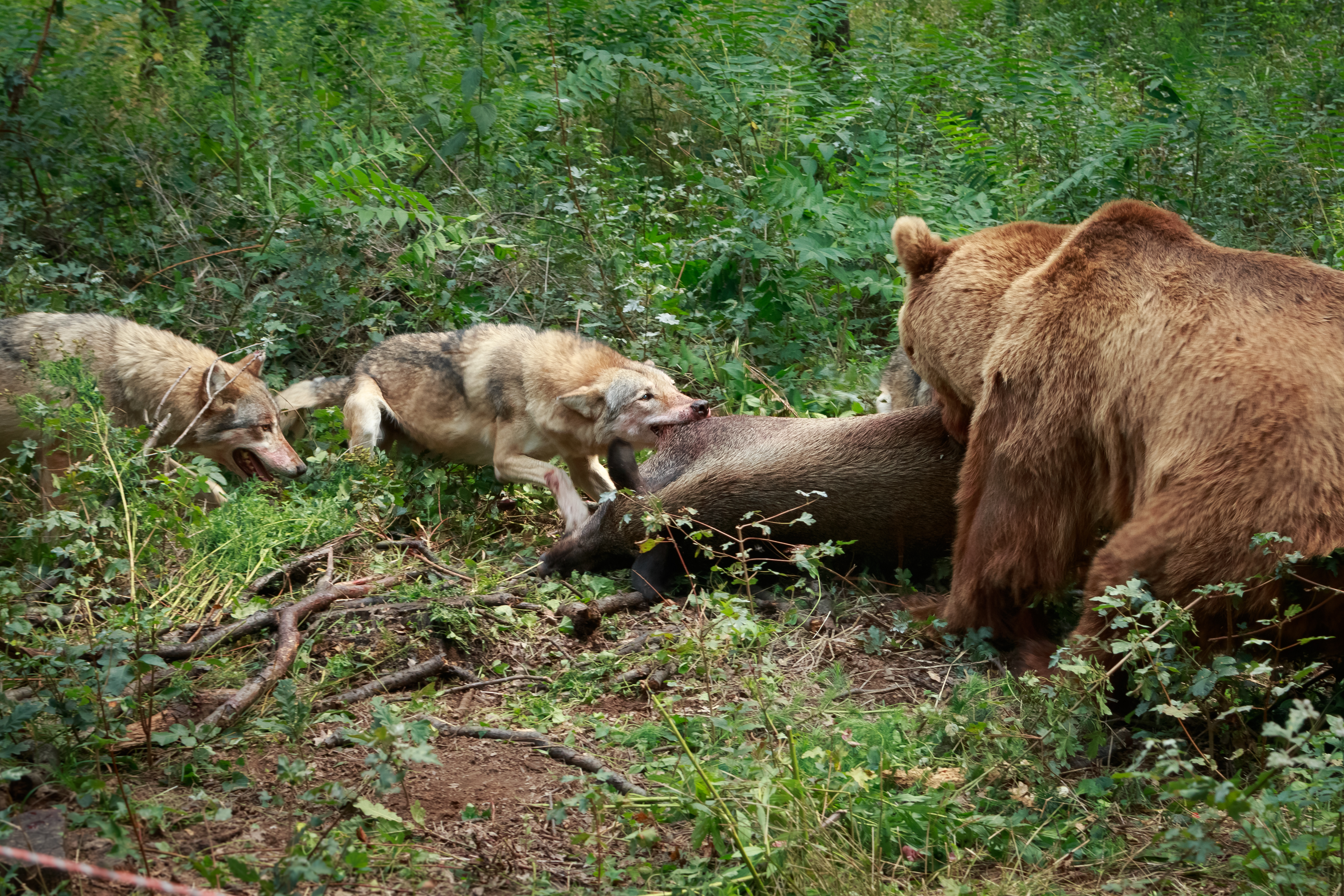
Sói là động vật hung dữ và không được thuần hóa

Chó và chó sói có bộ gene rất giống nhau, nhưng loài sói vẫn rất hoang dã, trong khi loài chó có thể sẵn sàng trở thành "người bạn tốt nhất của con người" và trở thành kẻ thù không đội trời chung với chó sói. Các hành vi khác nhau giữa chó và chó sói có liên quan đến các trải nghiệm cảm giác sớm nhất của các loài vật này và thời kỳ quan trọng của sự xã hội hóa. Hiện còn biết rất ít về sự phát triển cảm giác ở những con sói con, và giả định thường được ngoại suy từ những gì mà con người đã biết về loài chó, như vậy đã biết có sự khác biệt đáng kể trong sự phát triển ban đầu giữa những con sói con và chó con, chủ yếu là trong thời gian của khả năng đi lại.
Những chú chó con và sói con bắt đầu tập đi và khám phá mà không hề sợ hãi và sẽ giữ lại sự quen thuộc trong suốt cuộc đời của chúng với những thứ mà chúng tiếp xúc. Những chú chó nhà có thể làm quen với con người, ngựa và thậm chí cả mèo ở giai đoạn này và mãi mãi thoải mái với chúng. Nhưng cùng với sự phát triển, sự sợ hãi gia tăng và sau khi đóng cửa sổ, các điểm tham quan mới, âm thanh và mùi vị mới sẽ gợi ra một phản ứng sợ hãi, cả chó và chó sói đều phát triển khứu giác khi 2 tuần tuổi, nghe vào 4 tuần tuổi và phát triển tầm nhìn vào trung bình khoảng 6 tuần tuổi.
Tuy nhiên, hai phân loài này rơi vào giai đoạn xã hội hóa quan trọng ở các lứa tuổi khác nhau. Loài chó bắt đầu khoảng thời gian 4 tuần, trong khi những con sói bắt đầu từ lúc 2 tuần tuổi. Vì vậy, cách mà mỗi phân loài trải nghiệm thế giới trong suốt những tháng quan trọng đó là khác nhau rất rõ, và dường như dẫn đến các con đường phát triển khác nhau, những con sói con vẫn chưa mở mắt và chưa nghe được khi chúng bắt đầu đi và khám phá môi trường quanh chúng khi hai tuần tuổi. Khi sói con lần đầu tiên nghe, ban đầu chúng sợ hãi những âm thanh, và khi lần đầu tiên nhìn được chúng cũng sợ những kích thích thị giác mới. Khi mỗi giác quan tham gia vào quá trình nhận thức, sói con đều trải qua một vòng mới những cú sốc cảm giác mà chó con thì không như vậy.
Trong khi đó, những chú cún con chỉ bắt đầu khám phá và đi sau khi cả ba giác quan là thính giác, khứu giác và thị giác đã hoạt động. Nhìn chung, sự khác nhau giữa chó con và sói con trong những tuần đầu đời của chúng là khá ngạc nhiên, cho thấy chúng giống nhau về tính di truyền như thế nào. Chó con hai tuần tuổi về cơ bản chưa thể đứng vững và đi lại. Nhưng ở tuổi này sói con đã có thể khám phá tích cực, bước đi mạnh mẽ với sự phối hợp tốt và bắt đầu để có thể leo lên các bậc nhỏ và các mô đất. Những sự khác biệt đáng kể liên quan đến quá trình phát triển trong trải nghiệm giữa chó con và sói con đã tạo ra sự khác biệt rõ rệt về các mối quan hệ của chúng với xã hội, đặc biệt là với con người.

### Ngựa vằn

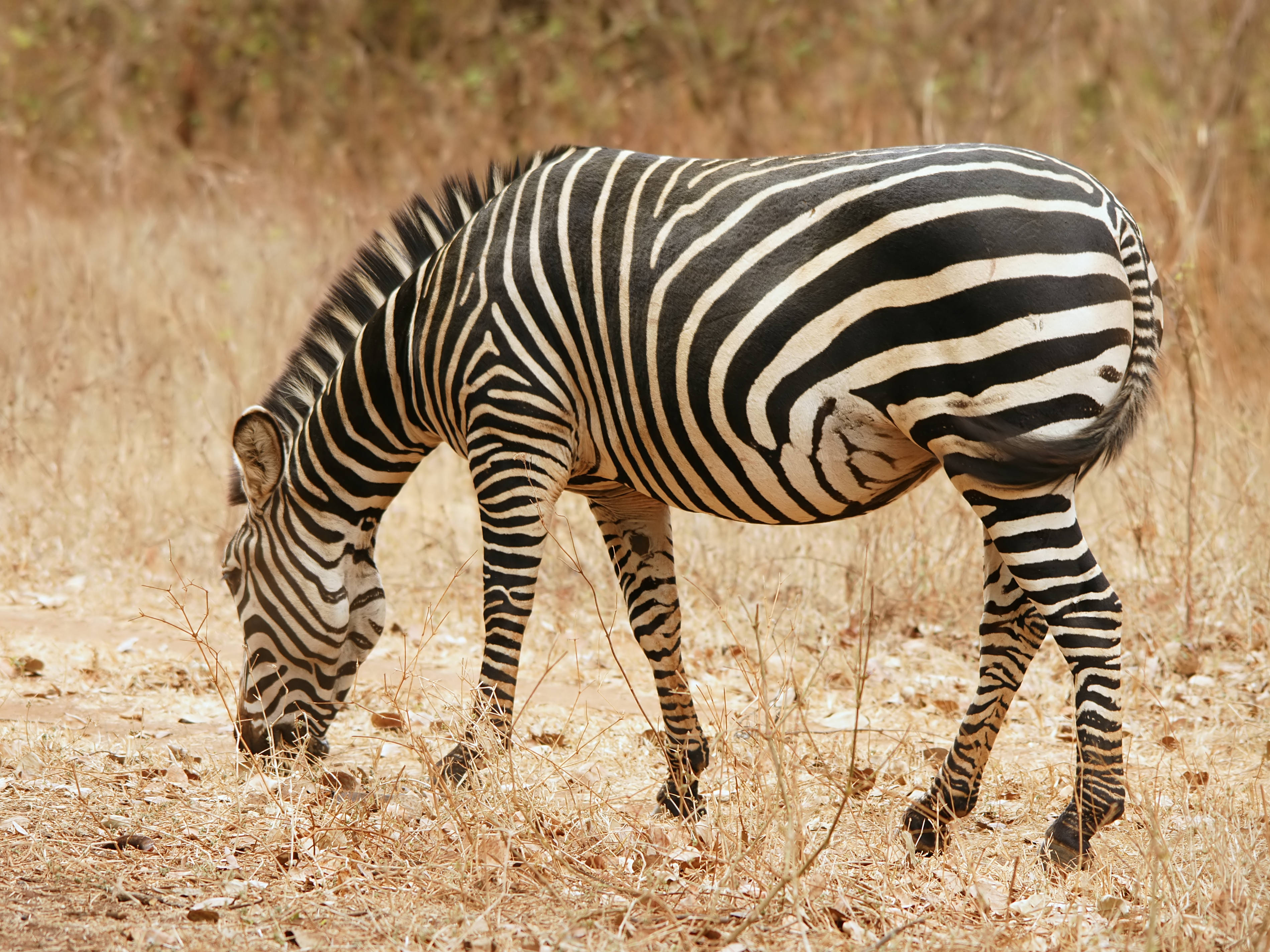
Con người không thuần hóa ngựa vằn, dù họ hàng của chúng là con vật đắc dụng với con người

Loài ngựa đã được con người thuần hóa và sử dụng từ lâu trong lịch sử, trong họ ngựa, tất cả các loại đa phần đều thỏa được những điều kiện thuần hóa ngoại trừ ngựa vằn, mặc dù cùng họ hàng với loài ngựa nhưng ngựa vằn chưa bao giờ được con người thuần hóa để sử dụng trong đời sống. Trong những cuộc chiến ngày xưa, ngựa thường được dùng để cưỡi đi chiến đấu. Nhưng con người không chọn thuần hóa ngựa vằn vì chúng có vằn rất khó ngụy trang. Hơn hết, những chiến binh sẽ bị lóa mắt, mất tập trung vì những vằn trắng đen trên thân chúng.
Việc thuần hóa ngựa vằn từ trước đến nay đều có kết quả là thất bại. Bởi ngựa vằn có tính hung dữ, khó thuần hóa, thiên tính của chúng rất khó đoán trước được, thường thích đá lại hay cắn. Việc dạy cho ngựa vằn cách học kéo xe cũng vậy, chúng rất dễ kinh hãi dưới áp lực. Và khi chúng bắt đầu trưởng thành thì những con ngựa vằn thường dẽ hơn những con ngựa thông thường rất nhiều. Điều đặc biệt nguy hiểm từ những con ngựa vằn là khi cắn chúng thường sẽ không nhả, nên nuôi dưỡng ngựa vằn được xếp vào một trong những việc cực kì khó khăn.
Ngựa vằn không có lối sống phân cấp, thường thì trong quần thể ngựa có cấu trúc phân cấp, kết cấu tập quán gia đình. Một con ngựa đầu đàn là con ngựa đực, tiếp đến có khoảng 6-7 con ngựa cái và thêm những con ngựa con. Những con ngựa này đều biết vai trò cũng như vị trí của chúng trong đàn. Chúng chịu sự chi phối của con ngựa đầu đàn, và sẵn sàng làm theo mọi điều khiển của nó, con người chỉ cần chế ngự thuần hóa duy nhất con ngựa đầu đàn thì có thể sai khiến luôn cả những con khác nhưng, ngựa vằn lại là một trong những loại không hề có lối sống phân cấp, từ đó cho đến nay dù thuần hóa được những con ngựa vằn nhưng chúng cũng chỉ để ngắm và làm cảnh.

## Tham khảo

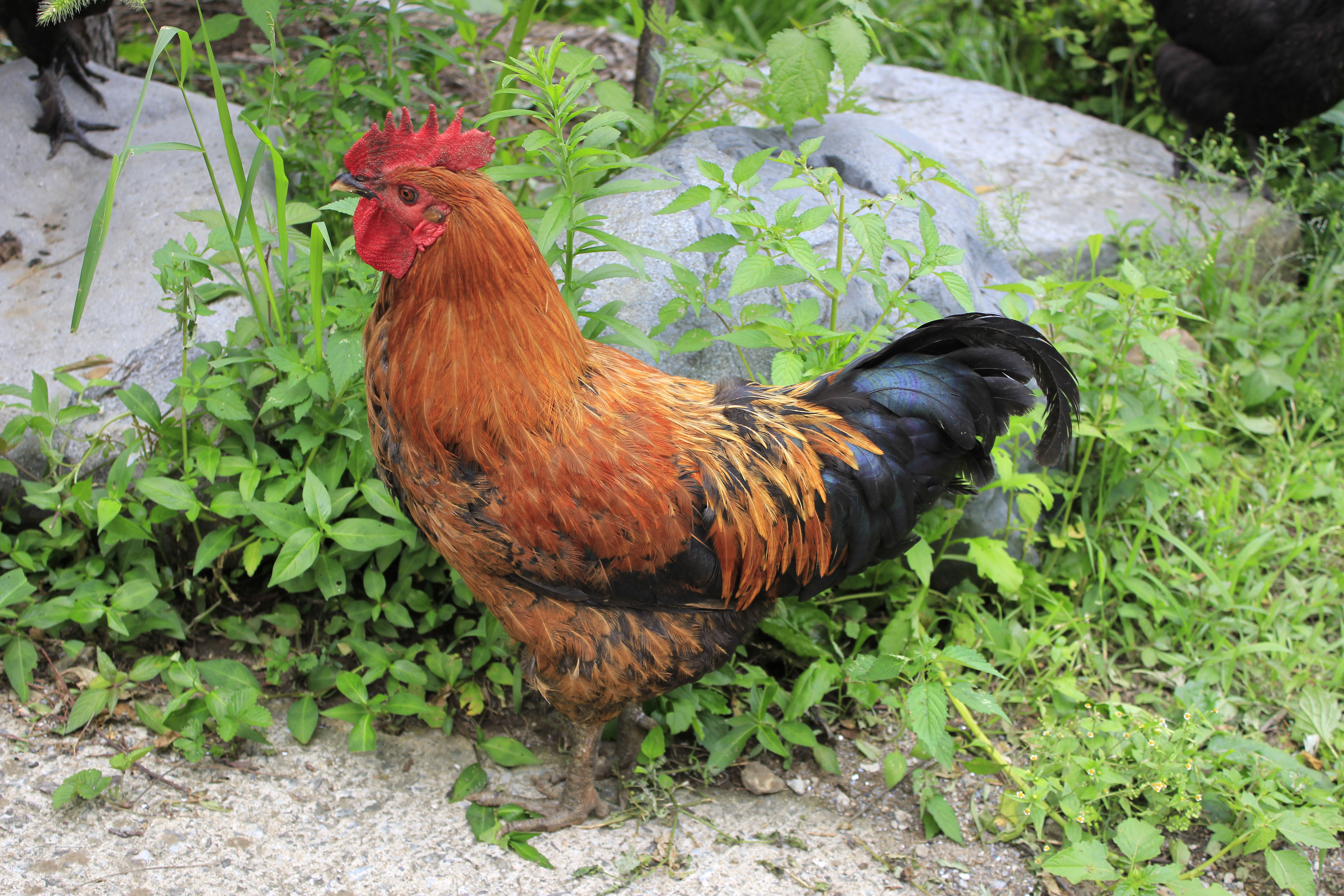

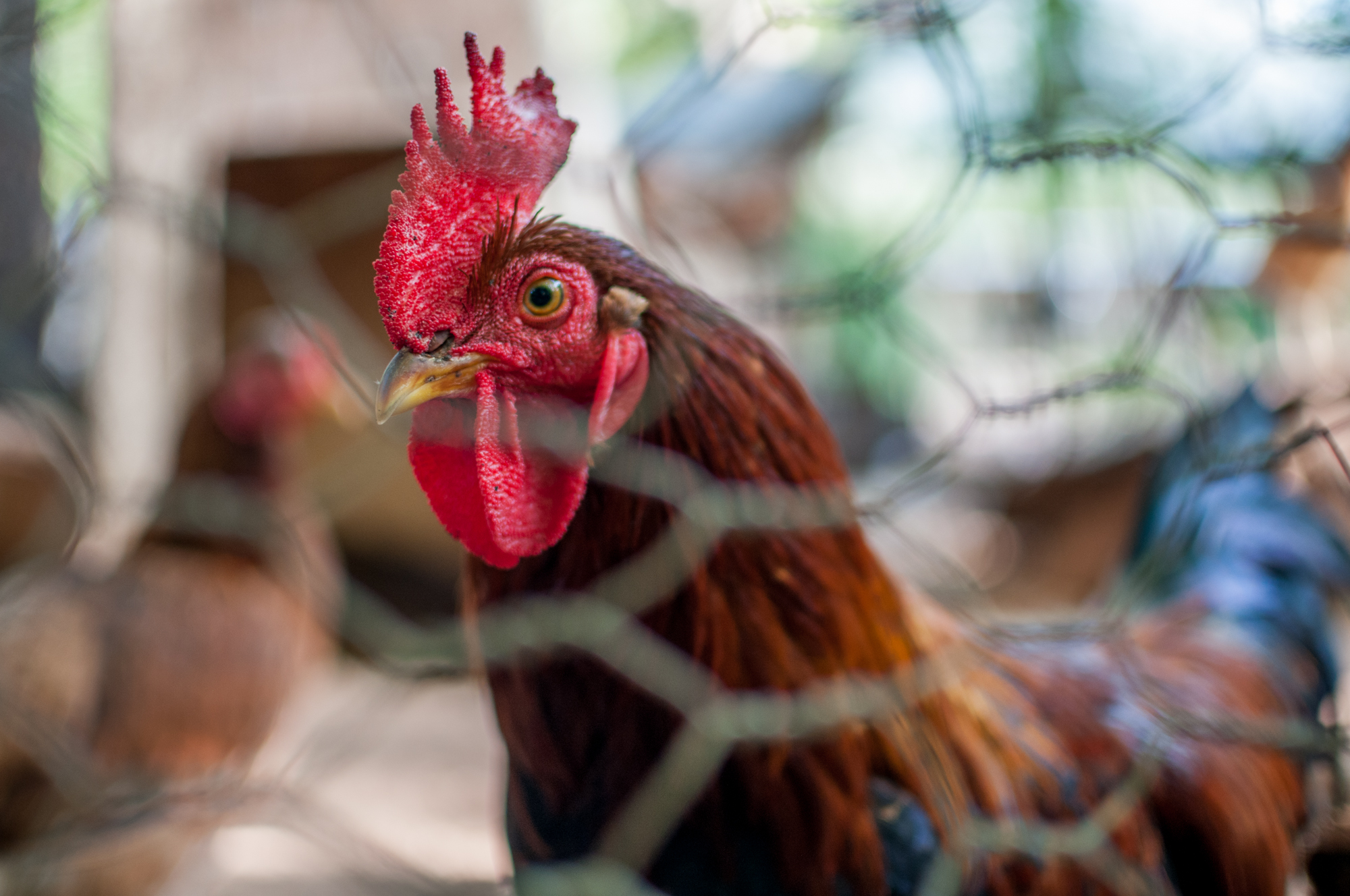

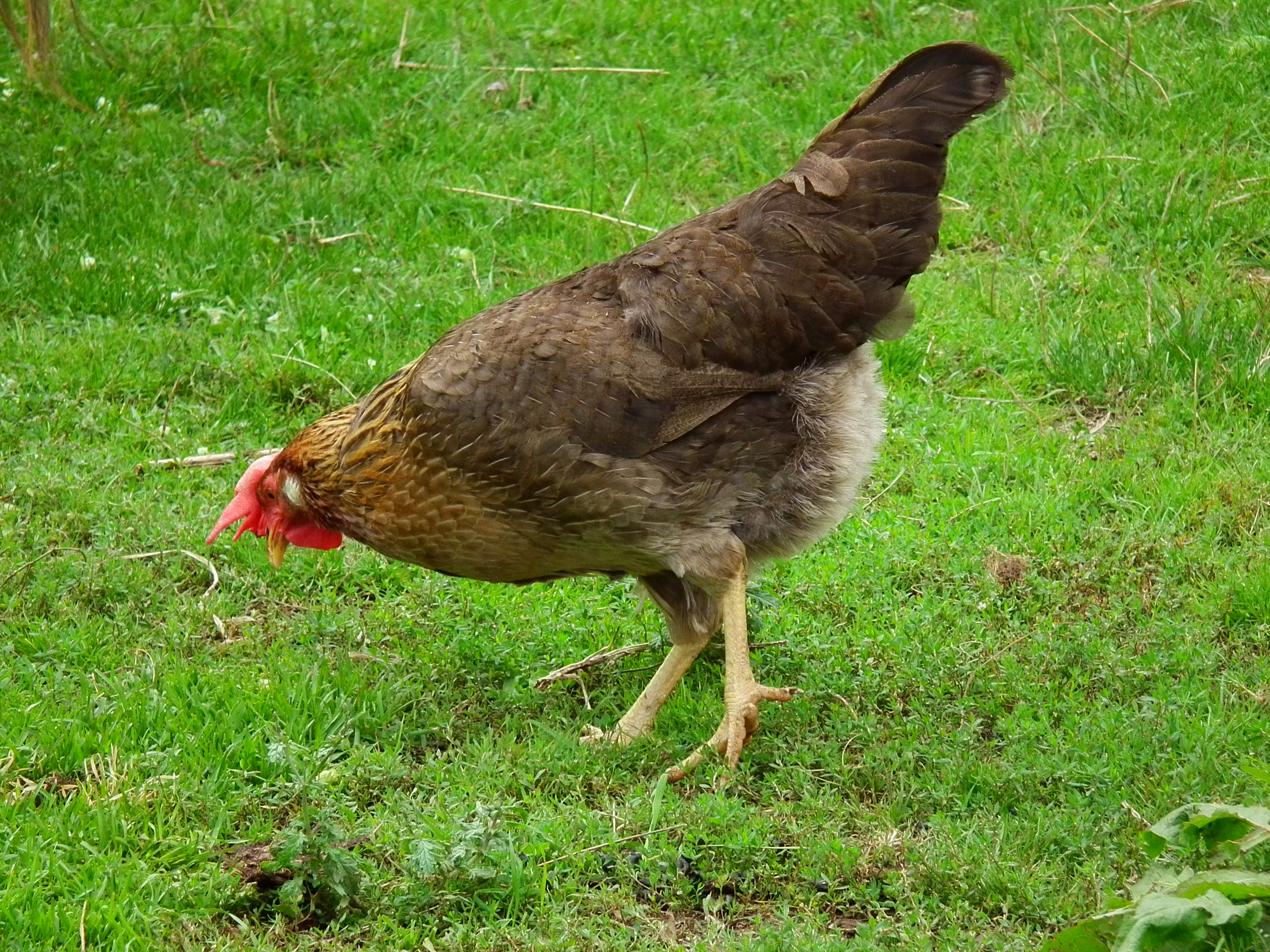

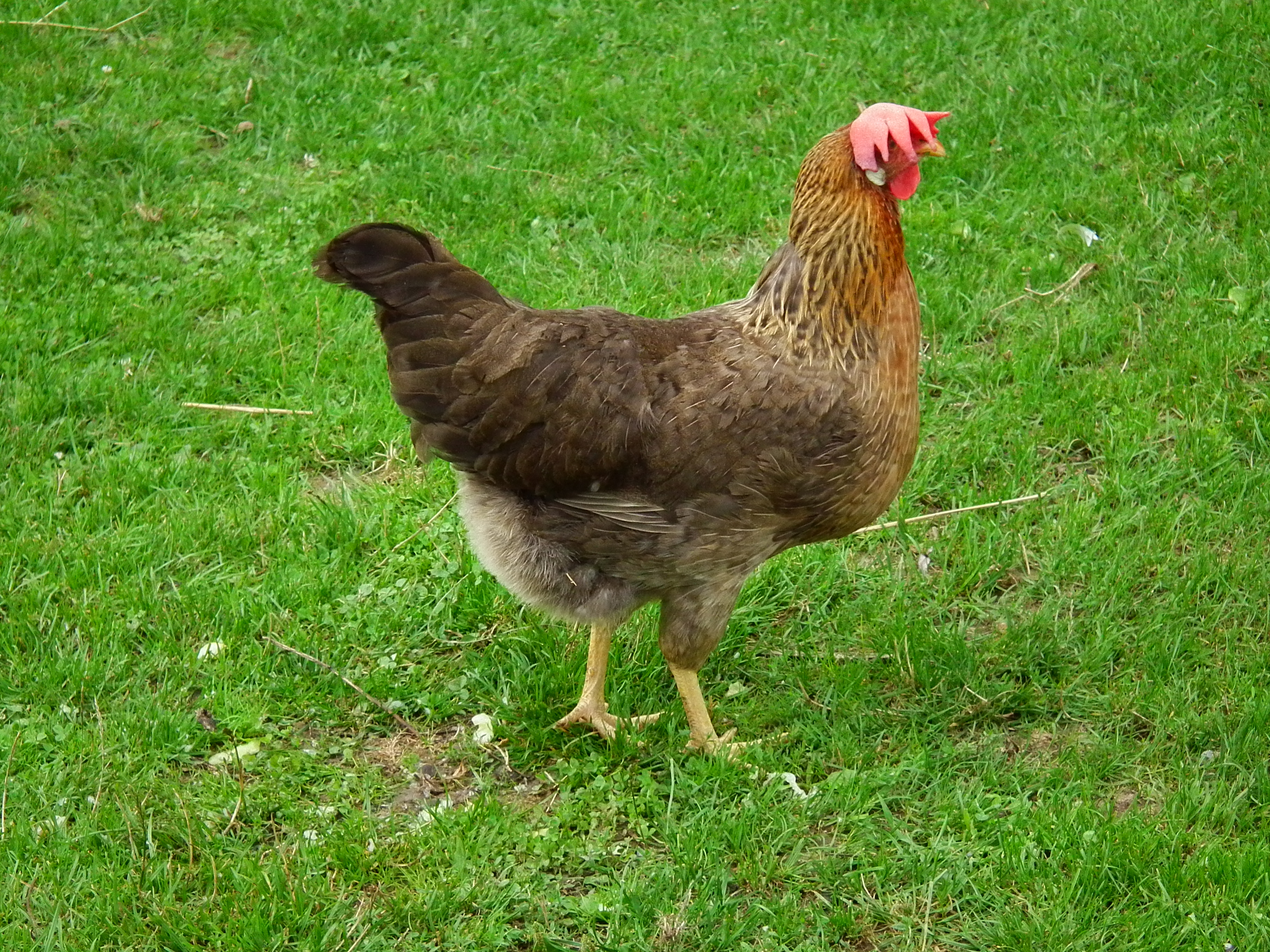

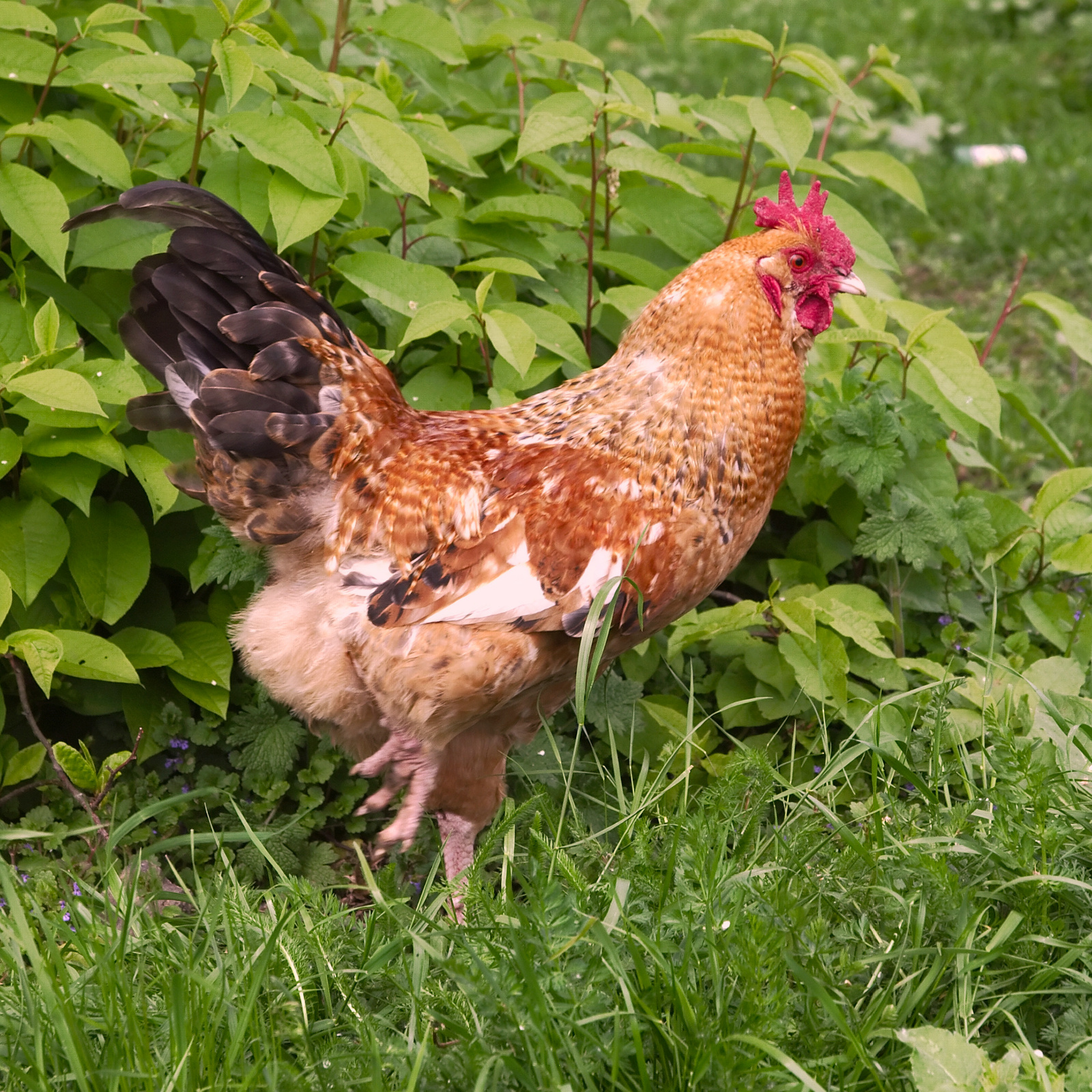

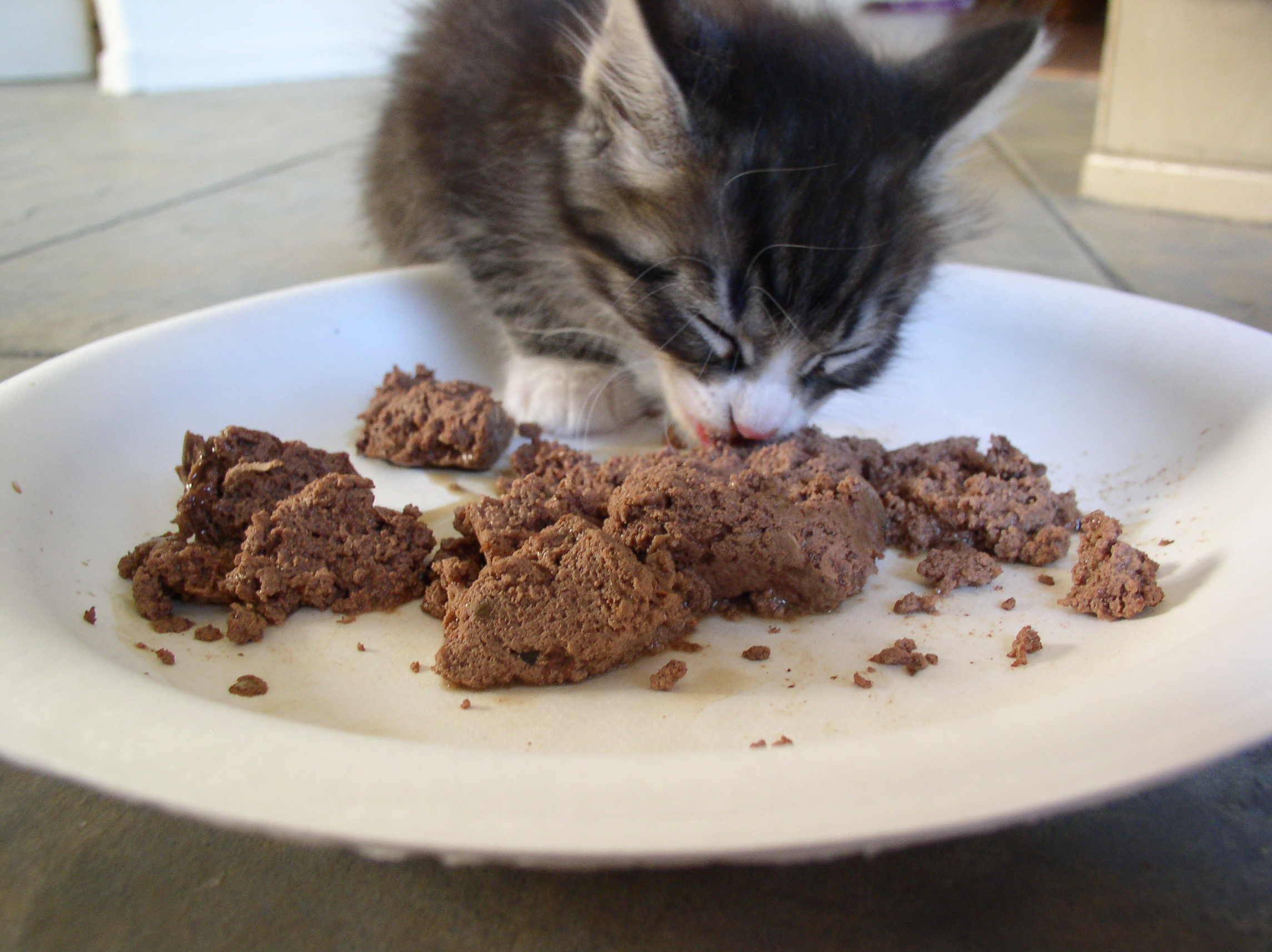

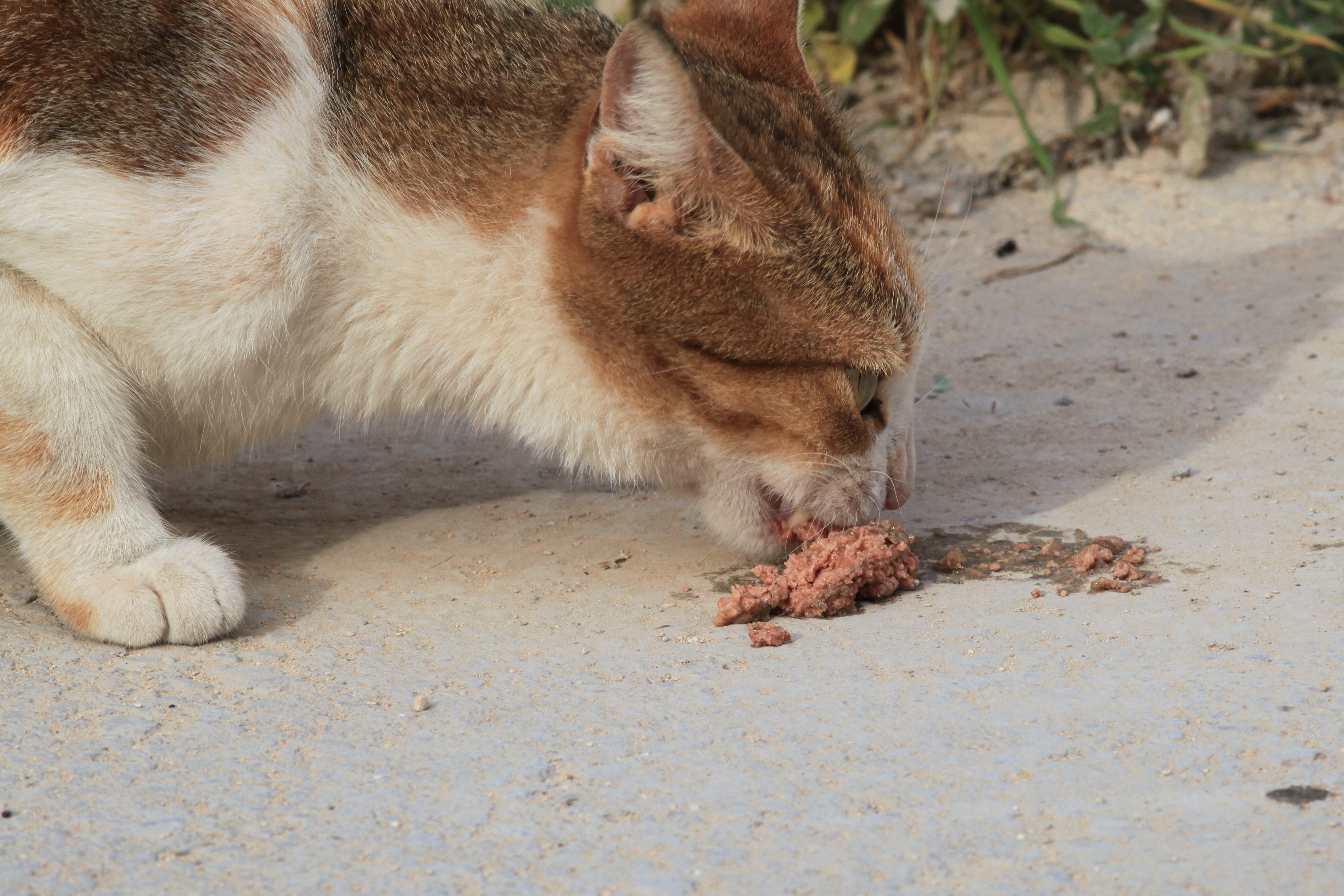

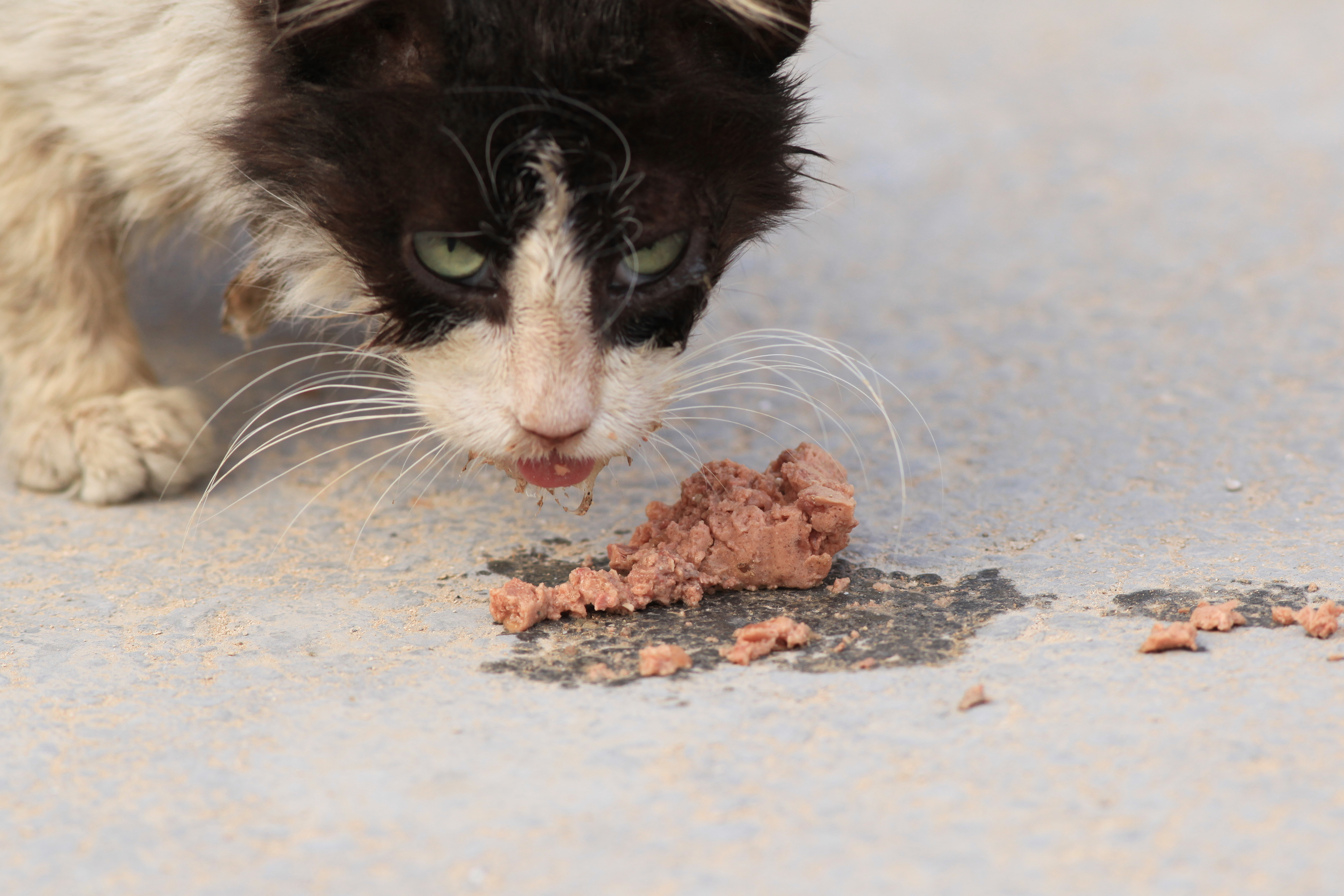

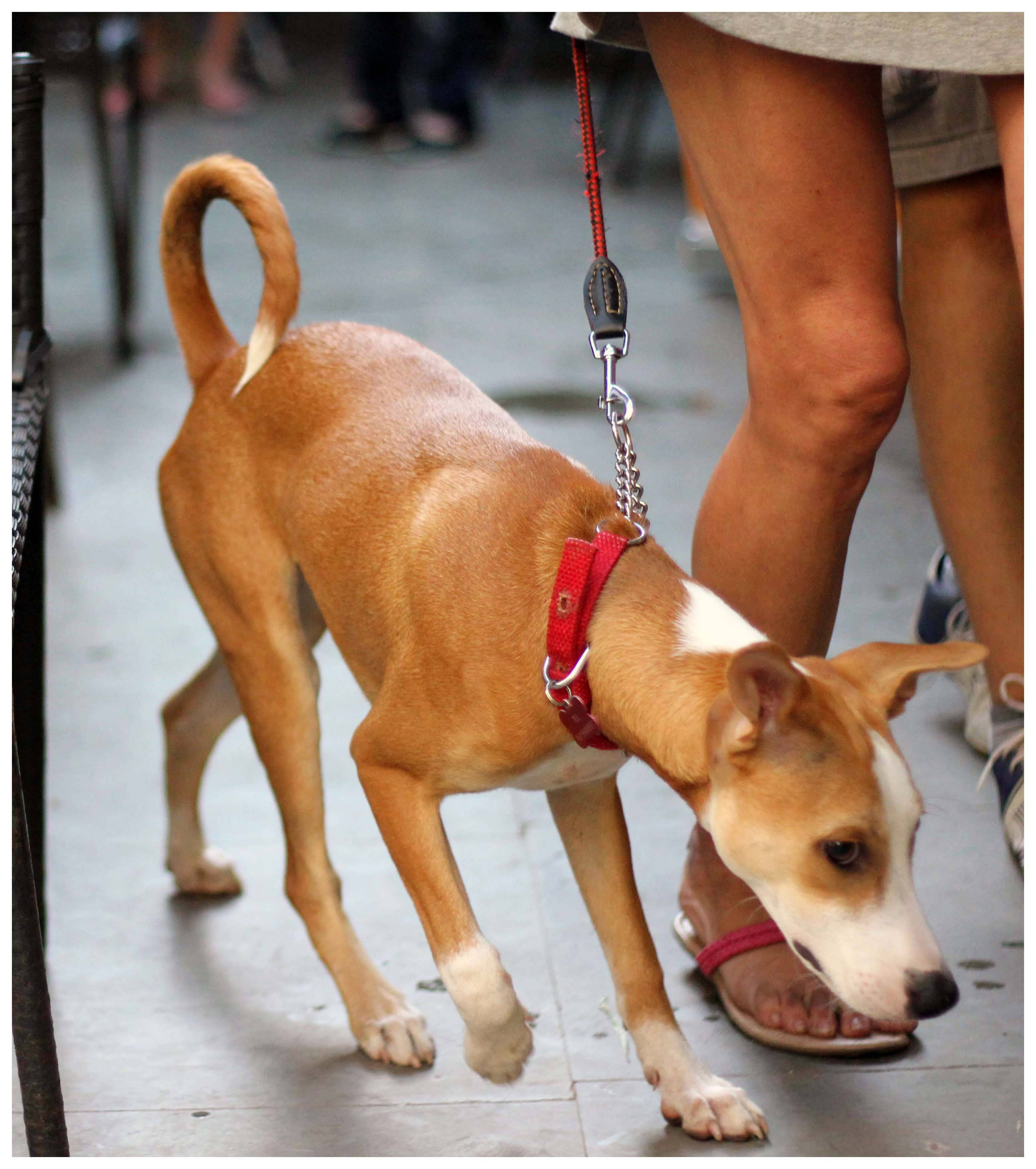

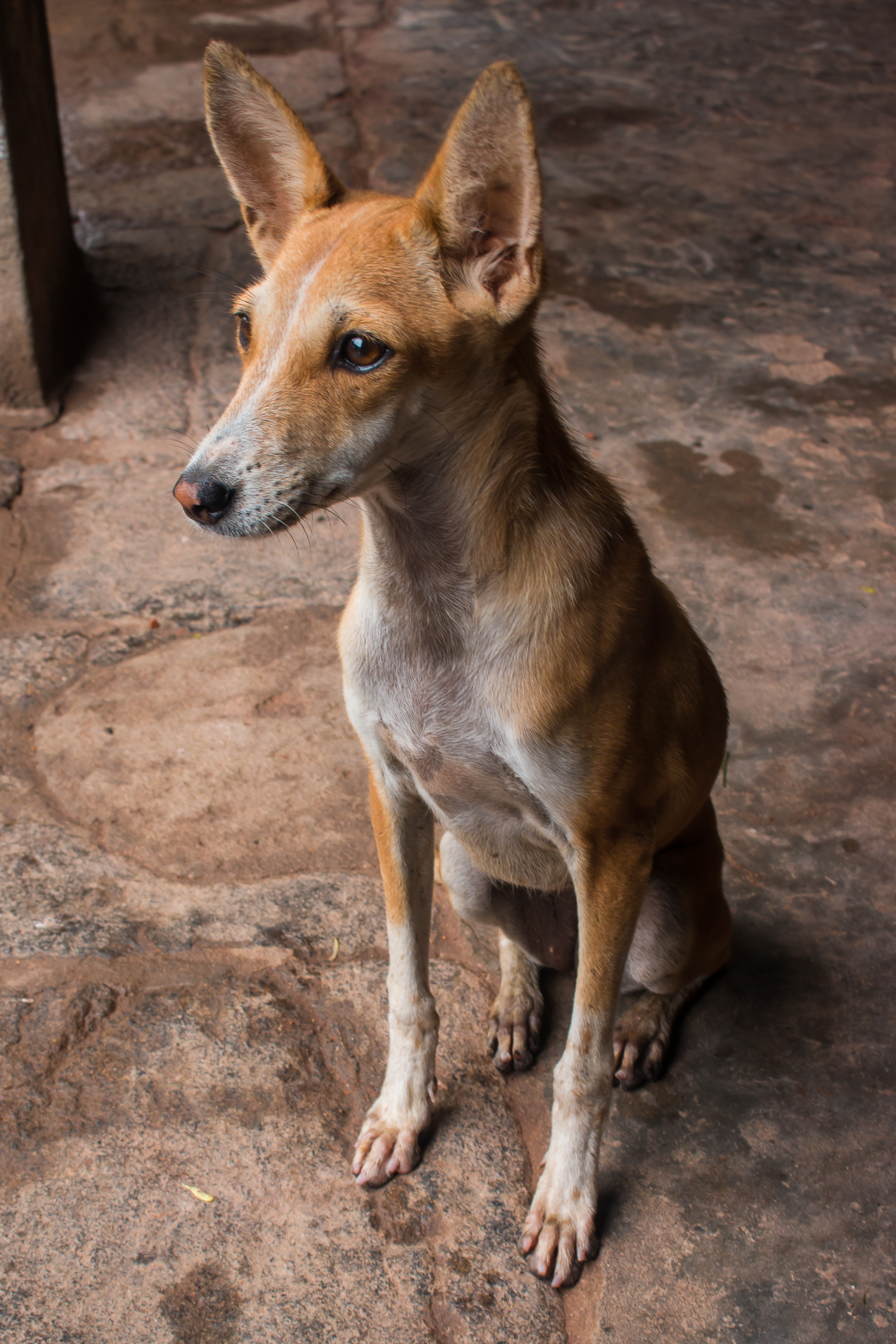

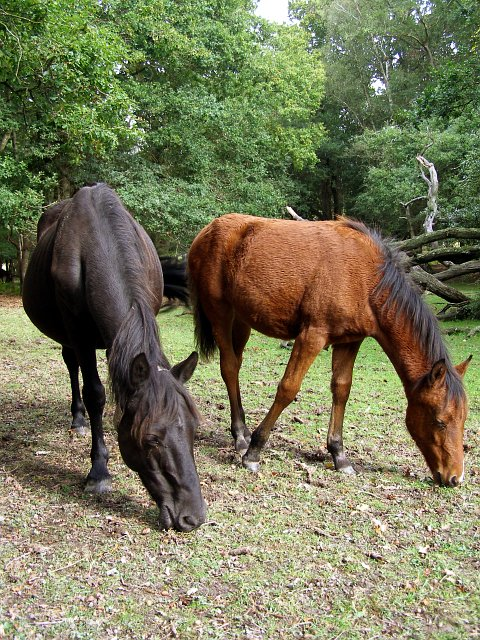

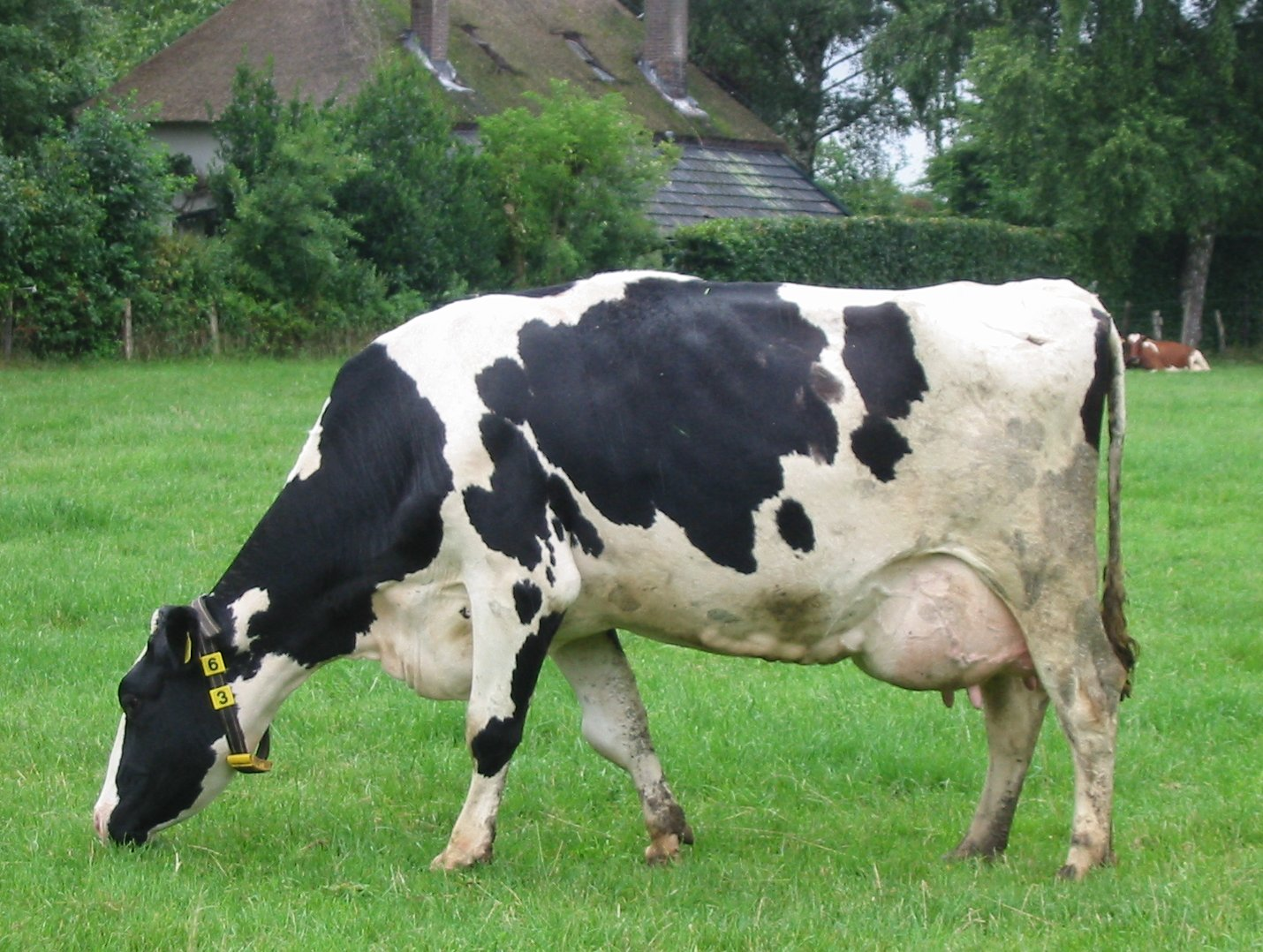
Bò nhà là con vật được thuần hóa phổ biến ở lục địa Á-Âu

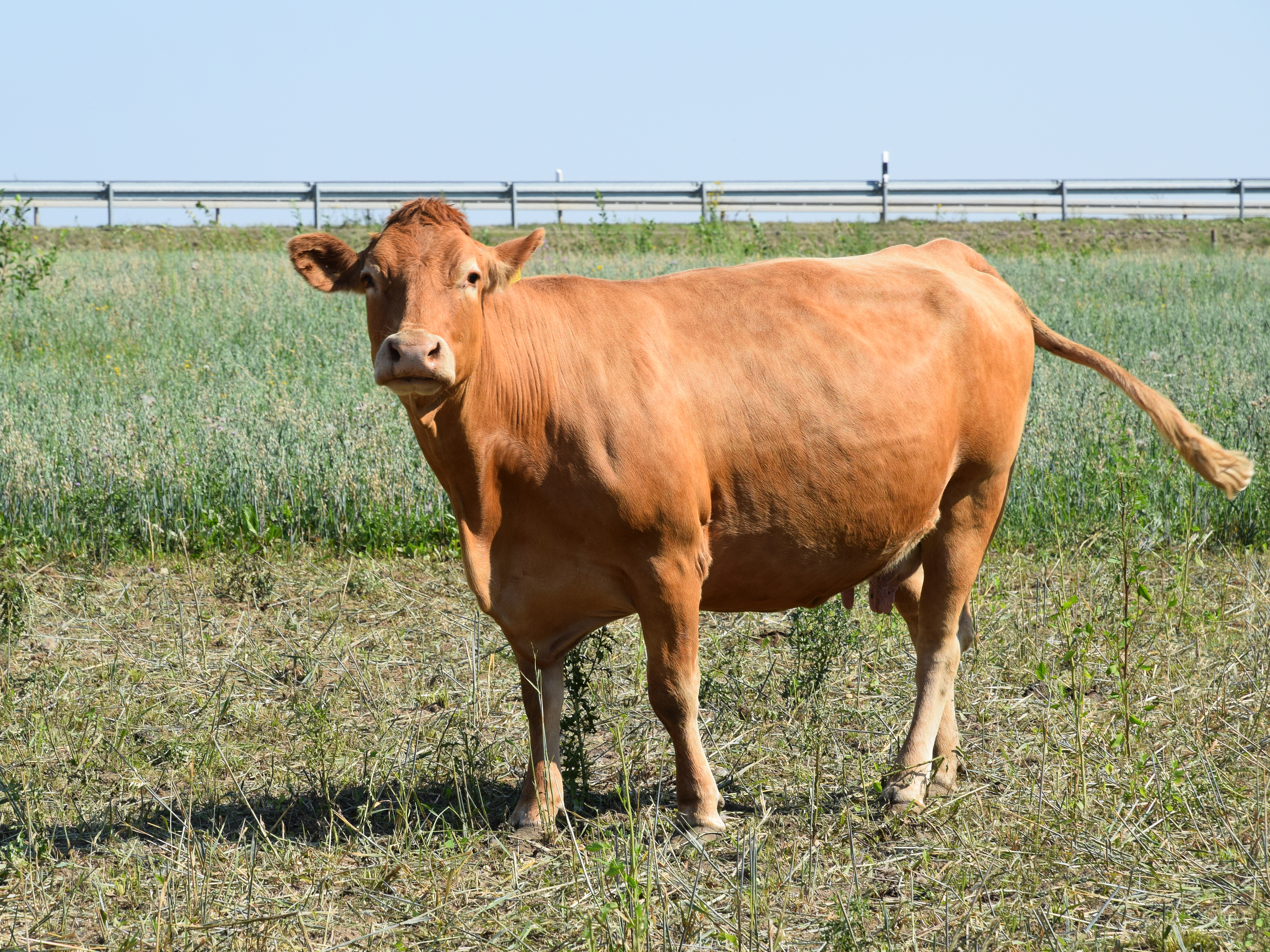